# Posłowie na Sejm Rzeczypospolitej Polskiej III kadencji (1997–2001)
Posłowie na Sejm Rzeczypospolitej Polskiej III kadencji – posłowie wybrani podczas wyborów parlamentarnych, które odbyły się w dniu 21 września 1997.
Pierwsze posiedzenie odbyło się 20 października 1997, a ostatnie, 119. – 18 września 2001. Kadencja Sejmu trwała od 20 października 1997 do 18 października 2001.
Kluby i koła na pierwszym posiedzeniu Sejmu III kadencji i stan na koniec kadencji.
| \| Ugrupowanie polityczne[a] \| Ugrupowanie polityczne[a] \| X 1997 \| X 2001 \| +/– \| \| ------------------------- \| ----------------------------------- \| ------ \| ------ \| --- \| \| \| Akcja Wyborcza Solidarność \| 201 \| 134 \| 67 \| \| \| Sojusz Lewicy Demokratycznej \| 164 \| 162 \| 2 \| \| \| Unia Wolności \| 60 \| 47 \| 13 \| \| \| Polskie Stronnictwo Ludowe \| 27 \| 26 \| 1 \| \| \| Ruch Odbudowy Polski[b] \| 6 \| 3 \| 3 \| \| \| Prawo i Sprawiedliwość[c] \| – \| 18 \| – \| \| \| Stronnictwo Konserwatywno-Ludowe[d] \| – \| 18 \| – \| \| \| Porozumienie Polskie[e] \| – \| 5 \| – \| \| \| Alternatywa[f] \| – \| 4 \| – \| \| \| Posłowie niezrzeszeni[g] \| 2 \| 43 \| 41 \| \| Razem \| Razem \| 460 \| 460 \| 460 \| | Podział 460 mandatów: SLD: 164 PSL: 27 UW: 60 AWS: 201 ROP: 6 Niezrz.: 2 |        |        |     |
| Ugrupowanie polityczne | Ugrupowanie polityczne                                                   | X 1997 | X 2001 | +/– |
| | Akcja Wyborcza Solidarność                                               | 201    | 134    | 67  |
| | Sojusz Lewicy Demokratycznej                                             | 164    | 162    | 2   |
| | Unia Wolności                                                            | 60     | 47     | 13  |
| | Polskie Stronnictwo Ludowe                                               | 27     | 26     | 1   |
| | Ruch Odbudowy Polski                                                     | 6      | 3      | 3   |
| | Prawo i Sprawiedliwość                                                   | –      | 18     | –   |
| | Stronnictwo Konserwatywno-Ludowe                                         | –      | 18     | –   |
| | Porozumienie Polskie                                                     | –      | 5      | –   |
| | Alternatywa                                                              | –      | 4      | –   |
| | Posłowie niezrzeszeni                                                    | 2      | 43     | 41  |
| Razem | Razem                                                                    | 460    | 460    | 460 |

## Prezydium Sejmu III kadencji
| Poseł                                                               | Poseł                | Funkcja             | Klub                              | Czas pełnienia funkcji    | Czas pełnienia funkcji    |
| Poseł                                                               | Poseł                | Funkcja             | Klub                              | Od                        | Do                        |
| ------------------------------------------------------------------- | -------------------- | ------------------- | --------------------------------- | ------------------------- | ------------------------- |
|                                                                     | Józef Kaleta         | Marszałek senior    | KP Sojuszu Lewicy Demokratycznej  | 20 października 1997(dts) | 20 października 1997(dts) |
| Marszałek senior przewodniczy obradom Sejmu przed wyborem Prezydium |                      |                     |                                   |                           |                           |
|                                                                     | Maciej Płażyński     | Marszałek Sejmu     | Niezrzeszony                      | 20 października 1997(dts) | 18 października 2001(dts) |
|                                                                     | Marek Borowski       | Wicemarszałek Sejmu | KP Sojuszu Lewicy Demokratycznej  | 20 października 1997(dts) | 18 października 2001(dts) |
|                                                                     | Jan Król             | Wicemarszałek Sejmu | KP Unii Wolności                  | 20 października 1997(dts) | 18 października 2001(dts) |
|                                                                     | Franciszek Stefaniuk | Wicemarszałek Sejmu | KP Polskiego Stronnictwa Ludowego | 20 października 1997(dts) | 18 października 2001(dts) |
|                                                                     | Stanisław Zając      | Wicemarszałek Sejmu | KP Akcji Wyborczej Solidarność    | 20 października 1997(dts) | 18 października 2001(dts) |

## Przynależność klubowa

### Stan na koniec kadencji
Posłowie III kadencji zrzeszeni byli w następujących klubach i kołach:
- Klub Parlamentarny Sojuszu Lewicy Demokratycznej – 162 posłów, przewodniczący klubu Leszek Miller[1],
- Klub Parlamentarny Akcji Wyborczej Solidarność – 134 posłów, przewodniczący klubu Marian Krzaklewski[1],
- Klub Parlamentarny Unii Wolności – 47 posłów, przewodniczący klubu Jerzy Wierchowicz[1],
- Klub Parlamentarny Polskiego Stronnictwa Ludowego – 26 posłów, przewodniczący klubu Jarosław Kalinowski[1],
- Klub Parlamentarny Prawo i Sprawiedliwość – 18 posłów przewodniczący klubu Ludwik Dorn[1],
- Klub Parlamentarny Stronnictwa Konserwatywno-Ludowego – 18 posłów, przewodniczący klubu Ireneusz Niewiarowski[1],
- Koło Poselskie Porozumienia Polskiego – 5 posłów, przewodniczący koła Jan Łopuszański[1],
- Koło Parlamentarne Alternatywa – 4 posłów, przewodnicząca koła Janina Kraus[1],
- Koło Parlamentarne Ruchu Odbudowy Polski – 3 posłów, przewodniczący koła Jan Olszewski[1],
- Posłowie niezrzeszeni – 43 posłów[1].

Przedstawicieli w Sejmie miały także koła: KPN–OP (następnie KPN-Ojczyzna), Koalicja dla Polski, Polska Racja Stanu, Polska Partia Socjalistyczna–Ruch Ludzi Pracy i Ruch Odbudowy Polski–Porozumienie Centrum.
| Klub Parlamentarny Sojuszu Lewicy Demokratycznej | Klub Parlamentarny Sojuszu Lewicy Demokratycznej | Klub Parlamentarny Sojuszu Lewicy Demokratycznej | Klub Parlamentarny Sojuszu Lewicy Demokratycznej |
| --- | --- | --- | --- |
| | | | |
| - Władysław Adamski - Romuald Ajchler - Jolanta Banach - Anna Bańkowska - Krzysztof Baszczyński - Tadeusz Biliński - Barbara Blida - Józef Błaszczyk - Bogumił Borowski - Marek Borowski - Andrzej Brachmański - Bogdan Bujak - Władysław Bułka - Jan Byra - Krystyna Cencek - Jan Chojnacki - Kazimierz Chrzanowski - Danuta Ciborowska - Wiesław Ciesielski - Bronisław Cieślak - Włodzimierz Cimoszewicz - Jerzy Czepułkowski - Mieczysław Czerniawski - Bronisław Dankowski - Witold Deręgowski - Henryk Długosz - Marek Dyduch - Kazimierz Działocha - Jerzy Dziewulski - Anna Filek - Witold Firak - Ewa Freyberg - Piotr Gadzinowski - Maria Gajecka-Bożek - Witold Gintowt-Dziewałtowski - Danuta Grabowska - Grzegorz Gruszka - Zofia Grzebisz-Nowicka - Ryszard Hayn - Krystyna Herman - Barbara Hyla-Makowska | - Tadeusz Iwiński - Mieczysław Jacków - Aleksandra Jakubowska - Stanisław Janas - Ewa Janik - Krzysztof Janik - Paweł Jankiewicz - Jerzy Jankowski - Zbigniew Janowski - Jerzy Jaskiernia - Teresa Jasztal - Mieczysław Jedoń - Seweryn Jurgielaniec - Marian Juśko - Michał Kaczmarek - Seweryn Kaczmarek - Wiesław Kaczmarek - Józef Kaleta - Zdzisław Kałamaga - Zbigniew Kaniewski - Jacek Kasprzyk - Jan Kisieliński - Antoni Kobielusz - Jan Kochanowski - Włodzimierz Konarski - Stanisław Kopeć - Bronisława Kowalska - Zenon Kufel - Grzegorz Kurczuk - Janusz Lemański - Bogdan Lewandowski - Marek Lewandowski - Bogusław Liberadzki - Krystyna Łybacka - Zygmunt Machnik - Stefan Macner - Wit Majewski - Maciej Manicki - Marian Marczewski - Wacław Martyniuk - Marek Mazurkiewicz | - Leszek Miller - Piotr Miszczuk - Alicja Murynowicz - Lech Nikolski - Irena Nowacka - Wojciech Nowaczyk - Józef Nowicki - Kazimierz Nycz - Małgorzata Okońska-Zaremba - Wacław Olak - Józef Oleksy - Marek Olewiński - Andrzej Olszewski - Wiktor Osik - Małgorzata Ostrowska - Andrzej Otręba - Alfred Owoc - Agnieszka Pasternak - Longin Pastusiak - Stanisław Paszczyk - Stanisław Pawlak - Regina Pawłowska - Andrzej Pęczak - Jacek Piechota - Katarzyna Piekarska - Elżbieta Piela-Mielczarek - Józef Pilarczyk - Andrzej Piłat - Sergiusz Plewa - Mirosław Podsiadło - Czesław Pogoda - Maciej Poręba - Franciszek Potulski - Sylwia Pusz - Władysław Rak - Zygmunt Ratman - Kazimierz Sas - Zbigniew Siemiątkowski - Jan Sieńko - Izabella Sierakowska - Szczepan Skomra | - Andrzej Skorulski - Andrzej Słomski - Zbigniew Sobotka - Joanna Sosnowska - Roman Sroczyński - Stanisław Stec - Władysław Stępień - Cezary Stryjak - Jan Syczewski - Andrzej Szarawarski - Wiesław Szczepański - Władysław Szkop - Jerzy Szmajdziński - Elżbieta Szparaga - Jerzy Szteliga - Wiesław Szweda - Lech Szymańczyk - Jan Szymański - Renata Szynalska - Czesław Śleziak - Tadeusz Tomaszewski - Zdzisław Tuszyński - Ryszard Ulicki - Andrzej Umiński - Marek Wagner - Maria Walczyńska-Rechmal - Jerzy Wenderlich - Jerzy Wiatr - Marek Wikiński - Zofia Wilczyńska - Grzegorz Woźny - Zbyszek Zaborowski - Jan Zaciura - Andrzej Zając - Jerzy Zakrzewski - Anna Zalewska - Ryszard Zbrzyzny - Janusz Zemke - Andrzej Żelazowski |
| Klub Parlamentarny Akcji Wyborczej Solidarność | | | |
| | | | |
| - Franciszek Adamczyk - Elżbieta Adamska-Wedler - Mariusz Ambroziak - Andrzej Anusz - Krzysztof Anuszkiewicz - Paweł Arndt - Kazimierz Barczyk - Waldemar Bartosz - Elżbieta Barys - Jerzy Barzowski - Józef Bergier - Adam Biela - Czesław Bielecki - Marek Biernacki - Marian Blecharczyk - Ryszard Brejza - Janusz Brzeski - Jerzy Buzek - Jan Chmielewski - Andrzej Chrzanowski - Grzegorz Cygonik - Ryszard Czarnecki - Marian Dembiński - Zdzisław Denysiuk - Henryk Dykty - Leszek Dziamski - Kazimierz Dzielski - Joanna Fabisiak - Wojciech Frank - Barbara Frączek - Andrzej Gargaś - Roman Giedrojć - Stanisław Głowacki - Marian Goliński | - Józef Górny - Stanisław Grzonkowski - Jerzy Gwiżdż - Wojciech Hausner - Stanisław Iwanicki - Jan Jackowski - Kazimierz Janiak - Maciej Jankowski - Marian Jaszewski - Marek Kaczyński - Kazimierz Kapera - Władysław Kielian - Wiesław Kiełbowicz - Tadeusz Kilian - Maria Kleitz-Żółtowska - Krzysztof Kłak - Marek Kolasiński - Longin Komołowski - Józef Korpak - Andrzej Kozioł - Mirosław Koźlakiewicz - Zofia Krasicka-Domka - Marian Krzaklewski - Dariusz Kubiak - Mirosław Kukliński - Jan Kulas - Grażyna Langowska - Tadeusz Lewandowski - Teresa Liszcz - Paweł Łączkowski - Adam Łoziński - Karol Łużniak - Ewa Mańkowska - Marek Markiewicz | - Józef Mozolewski - Zbigniew Mroziński - Szymon Niemiec - Stefan Niesiołowski - Paweł Nowok - Grzegorz Opala - Jan Oraniec - Andrzej Osnowski - Janusz Pałubicki - Tadeusz Pawlus - Waldemar Pawłowski - Grzegorz Piechowiak - Marek Piotrowicz - Kazimierz Poznański - Zdzisław Pupa - Jan Rejczak - Maciej Rudnicki - Roman Rutkowski - Jacek Rybicki - Zbigniew Rynasiewicz - Czesław Ryszka - Zbigniew Senkowski - Ewa Sikorska-Trela - Władysław Skrzypek - Maria Smereczyńska - Andrzej Smirnow - Andrzej Smoliński - Czesław Sobierajski - Marian Sołtysiewicz - Janusz Steinhoff - Jacek Swakoń - Mirosław Swoszowski - Jacek Szczot - Mieczysław Szczygieł | - Franciszek Szelwicki - Leszek Szewc - Andrzej Szkaradek - Stanisław Szwed - Antoni Szymański - Zbigniew Szymański - Tomasz Szyszko - Krzysztof Śmieja - Adam Śnieżek - Krzysztof Tchórzewski - Ewa Tomaszewska - Jacek Tworkowski - Antoni Tyczka - Urszula Wachowska - Grzegorz Walendzik - Włodzimierz Wasiński - Zbigniew Wawak - Ryszard Wawryniewicz - Stanisław Wądołowski - Tomasz Wełnicki - Waldemar Wiązowski - Jerzy Widzyk - Michał Wojtczak - Andrzej Woźnicki - Dariusz Wójcik - Marek Wójcik - Piotr Wójcik - Tomasz Wójcik - Tadeusz Wrona - Stanisław Zając - Zbigniew Zarębski - Kosma Złotowski |
| Klub Parlamentarny Unii Wolności | | | |
| | | | |
| - Bogdan Borusewicz - Paweł Bryłowski - Marian Cycoń - Mirosław Czech - Karol Działoszyński - Czesław Fiedorowicz - Andrzej Folwarczny - Władysław Frasyniuk - Radosław Gawlik - Bronisław Geremek - Jerzy Godzik - Helena Góralska | - Barbara Imiołczyk - Zbigniew Janas - Jerzy Koralewski - Stanisław Kracik - Jan Król - Olga Krzyżanowska - Jacek Kuroń - Józef Lassota - Zbigniew Leraczyk - Jan Lityński - Jerzy Madej - Tadeusz Mazowiecki | - Piotr Nowina-Konopka - Janusz Onyszkiewicz - Epaminondas Osiatyński - Ryszard Ostrowski - Stanisław Pilniakowski - Andrzej Potocki - Włodzimierz Puzyna - Grażyna Staniszewska - Joanna Staręga-Piasek - Maria Stolzman - Hanna Suchocka - Tadeusz Syryjczyk | - Kazimierz Szczygielski - Edward Wende - Andrzej Wielowieyski - Jerzy Wierchowicz - Henryk Wujec - Jan Wyrowiński - Jerzy Zając - Marcin Zawiła - Marek Zieliński - Tadeusz Zieliński - Adam Żyliński |
| Klub Parlamentarny Polskiego Stronnictwa Ludowego | | | |
| | | | |
| - Aleksander Bentkowski - Stanisław Brzózka - Czesław Cieślak - Janusz Dobrosz - Tadeusz Gajda - Józef Gruszka - Stanisław Kalemba | - Jarosław Kalinowski - Eugeniusz Kłopotek - Stanisław Masternak - Józef Mioduszewski - Mirosław Pawlak - Waldemar Pawlak - Bogdan Pęk | - Mirosław Pietrewicz - Lesław Podkański - Zdzisław Podkański - Marek Sawicki - Czesław Siekierski - Ryszard Stanibuła - Franciszek Stefaniuk | - Leszek Świętochowski - Wiesław Woda - Wojciech Zarzycki - Józef Zych - Stanisław Żelichowski |
| Klub Parlamentarny Prawo i Sprawiedliwość | | | |
| | | | |
| - Adam Bielan - Tadeusz Cymański - Ludwik Dorn - Krzysztof Jurgiel - Jarosław Kaczyński | - Mariusz Kamiński - Michał Kamiński - Zdzisława Kobylińska - Marcin Libicki - Kazimierz Marcinkiewicz | - Witold Nieduszyński - Marian Piłka - Jerzy Polaczek - Grzegorz Schreiber - Grażyna Sołtyk | - Mirosław Styczeń - Kazimierz Ujazdowski - Wiesław Walendziak |
| Klub Parlamentarny Stronnictwa Konserwatywno-Ludowego | | | |
| | | | |
| - Dorota Arciszewska-Mielewczyk - Wojciech Arkuszewski - Artur Balazs - Zygmunt Berdychowski - Jerzy Budnik | - Zbigniew Chrzanowski - Zbigniew Eysmont - Aleksander Hall - Jacek Janiszewski - Krzysztof Kamiński | - Bronisław Komorowski - Edward Maniura - Konstanty Miodowicz - Ireneusz Niewiarowski - Krzysztof Oksiuta | - Marian Poślednik - Jan Rokita - Andrzej Wojtyła |
| Koło Poselskie Porozumienia Polskiego | | | |
| | | | |
| - Mariusz Grabowski - Piotr Krutul | - Jan Łopuszański | - Halina Nowina Konopka | - Witold Tomczak |
| Koło Parlamentarne Alternatywa | | | |
| | | | |
| - Michał Janiszewski | - Tomasz Karwowski | - Janina Kraus | - Mariusz Olszewski |
| Koło Parlamentarne Ruchu Odbudowy Polski | | | |
| | | | |
| - Jan Olszewski | - Jan Piątkowski | - Wojciech Włodarczyk | |
| Posłowie niezrzeszeni | | | |
| | | | |
| - Jerzy Borowczak - Andrzej Brzeski - Edward Daszkiewicz - Józef Dąbrowski - Mirosław Drzewiecki - Henryk Goryszewski - Dariusz Grabowski - Paweł Graś - Piotr Ikonowicz - Roman Jagieliński - Maciej Jankowski | - Gabriel Janowski - Tadeusz Jarmuziewicz - Ryszard Kędra - Jan Klimek - Henryk Kroll - Jerzy Kropiwnicki - Janusz Lewandowski - Piotr Lewandowski - Antoni Macierewicz - Tadeusz Maćkała - Ryszard Matusiak | - Kazimierz Milner - Stanisław Misztal - Helmut Paździor - Leszek Piotrowski - Paweł Piskorski - Maciej Płażyński - Elżbieta Radziszewska - Jan Rulewski - Jan Rzymełka - Grzegorz Schetyna - Waldemar Sikora | - Adam Słomka - Anna Sobecka - Adam Szejnfeld - Romuald Szeremietiew - Bernard Szweda - Iwona Śledzińska-Katarasińska - Adam Wędrychowicz - Andrzej Zapałowski - Piotr Żak - Zygmunt Żymełka |

### Posłowie, których mandat wygasł w trakcie kadencji (22 posłów)
| Poseł              | Poseł                 | Data wygaśnięcia mandatu                                  | Przyczyna                                                    | Następca                 |
| ------------------ | --------------------- | --------------------------------------------------------- | ------------------------------------------------------------ | ------------------------ |
|                    | Grzegorz Tuderek      | 31 grudnia 1997(dts)                                      | zrzeczenie się mandatu                                       | Mirosław Podsiadło       |
| Kazimierz Nowak    | 15 sierpnia 1998(dts) | śmierć                                                    | Elżbieta Szparaga                                            |                          |
|                    | Ryszard Bondyra       | 14 października 1998(dts)                                 | śmierć                                                       | Ryszard Stanibuła        |
|                    | Marek Nawara          | 21 listopada 1998(dts)                                    | wybór na Marszałka Województwa Małopolskiego                 | Paweł Graś               |
|                    | Jerzy Ciemniewski     | 18 grudnia 1998(dts)                                      | wybór na sędziego Trybunału Konstytucyjnego                  | Stanisław Pilniakowski   |
| Juliusz Braun      | 21 kwietnia 1999(dts) | powołanie na członka Krajowej Rady Radiofonii i Telewizji | Maria Stolzman                                               |                          |
|                    | Bogdan Żurek          | 23 lipca 1999(dts)                                        | śmierć                                                       | Grażyna Sołtyk           |
|                    | Tadeusz Jędrzejczak   | 24 stycznia 2000(dts)                                     | zrzeczenie się mandatu                                       | Maria Walczyńska-Rechmal |
|                    | Edmund Sroka          | 27 stycznia 2000(dts)                                     | zrzeczenie się mandatu                                       | Józef Korpak             |
| Andrzej Zakrzewski | 10 lutego 2000(dts)   | śmierć                                                    | Zbigniew Eysmont                                             |                          |
|                    | Irena Lipowicz        | 17 lutego 2000(dts)                                       | mianowanie na Ambasadora RP w Republice Austrii              | Jan Rzymełka             |
|                    | Tadeusz Matyjek       | 17 lutego 2000(dts)                                       | złożenie niezgodnego z prawdą oświadczenia osoby lustrowanej | Andrzej Umiński          |
|                    | Franciszka Cegielska  | 22 października 2000(dts)                                 | śmierć                                                       | Jerzy Borowczak          |
|                    | Józef Wiaderny        | 20 grudnia 2000(dts)                                      | śmierć                                                       | Zofia Grzebisz-Nowicka   |
|                    | Leszek Balcerowicz    | 22 grudnia 2000(dts)                                      | powołanie na Prezesa Narodowego Banku Polskiego              | Zygmunt Żymełka          |
|                    | Paweł Jaros           | 14 lutego 2001(dts)                                       | powołanie na Rzecznika Praw Dziecka                          | Mariusz Ambroziak        |
| Jadwiga Zakrzewska | 9 kwietnia 2001(dts)  | zrzeczenie się mandatu                                    | Marek Piotrowicz                                             |                          |
|                    | Aleksander Łuczak     | 12 kwietnia 2001(dts)                                     | powołanie na członka Krajowej Rady Radiofonii i Telewizji    | Józef Mioduszewski       |
|                    | Danuta Waniek         | 15 maja 2001(dts)                                         | powołanie na członka Krajowej Rady Radiofonii i Telewizji    | Jerzy Wiatr              |
|                    | Mirosław Sekuła       | 20 lipca 2001(dts)                                        | powołanie na Prezesa Najwyższej Izby Kontroli                | Grzegorz Opala           |
|                    | Ryszard Smolarek      | 25 lipca 2001(dts)                                        | złożenie niezgodnego z prawdą oświadczenia osoby lustrowanej | Leszek Świętochowski     |
|                    | Andrzej Urbańczyk     | 7 sierpnia 2001(dts)                                      | śmierć                                                       | Janusz Lemański          |

## Lista według okręgów wyborczych
| Lista ogólnopolska                                                                                | | |                                                                                                   | | | |                                                                                                   | |                                                                                                   |                                                                                                   |
| Posłowie wybrani z list poszczególnych komitetów wyborczych (w nawiasach liczba zdobytych głosów) | | |                                                                                                   | | | |                                                                                                   | |                                                                                                   |                                                                                                   |
|                                                                                                   | | Akcja Wyborcza Solidarność (4 427 373) Kazimierz Janiak Stanisław Iwanicki Marian Dembiński Leszek Dziamski Mariusz Kamiński Jerzy Buzek Marek Biernacki Jerzy Gwiżdż Tadeusz Kilian Roman Rutkowski Tomasz Szyszko Tomasz Karwowski Tomasz Wełnicki Andrzej Anusz Ludwik Dorn Zbigniew Mroziński Piotr Wójcik Stanisław Grzonkowski Jan Oraniec Andrzej Woźnicki Michał Janiszewski Wojciech Hausner Włodzimierz Wasiński Wojciech Arkuszewski Adam Bielan Witold Nieduszyński Joanna Fabisiak Adam Śnieżek Grażyna Sołtyk |                                                                                                   | Sojusz Lewicy Demokratycznej (3 551 224) Maciej Manicki Jan Zaciura Andrzej Otręba Stanisław Janas Małgorzata Okońska-Zaremba Marek Wikiński Paweł Jankiewicz Zdzisław Tuszyński Andrzej Skorulski Maciej Poręba Stefan Macner Lech Nikolski Stanisław Paszczyk Marek Wagner Włodzimierz Konarski Jan Syczewski Andrzej Żelazowski Kazimierz Działocha Wacław Olak Anna Filek Ewa Freyberg Jan Kisieliński Mirosław Podsiadło | | Unia Wolności (1 749 518) Tadeusz Syryjczyk Janusz Lewandowski Janusz Onyszkiewicz Jan Król Henryk Wujec Mirosław Czech Helena Góralska Epaminondas Osiatyński Zbigniew Janas Joanna Staręga-Piasek Stanisław Pilniakowski |                                                                                                   | Polskie Stronnictwo Ludowe (956 184) Józef Zych Mirosław Pietrewicz Janusz Dobrosz Bogdan Pęk Stanisław Kalemba Józef Mioduszewski |                                                                                                   |                                                                                                   |
| Województwo warszawskie                                                                           | | |                                                                                                   | | | |                                                                                                   | |                                                                                                   |                                                                                                   |
| Nr                                                                                                | Posłowie wybrani z list poszczególnych komitetów wyborczych (w nawiasach liczba zdobytych głosów)                                                                              | Posłowie wybrani z list poszczególnych komitetów wyborczych (w nawiasach liczba zdobytych głosów) | Posłowie wybrani z list poszczególnych komitetów wyborczych (w nawiasach liczba zdobytych głosów) | Posłowie wybrani z list poszczególnych komitetów wyborczych (w nawiasach liczba zdobytych głosów) | Posłowie wybrani z list poszczególnych komitetów wyborczych (w nawiasach liczba zdobytych głosów)   | Posłowie wybrani z list poszczególnych komitetów wyborczych (w nawiasach liczba zdobytych głosów) | Posłowie wybrani z list poszczególnych komitetów wyborczych (w nawiasach liczba zdobytych głosów) | Posłowie wybrani z list poszczególnych komitetów wyborczych (w nawiasach liczba zdobytych głosów)                                  | Posłowie wybrani z list poszczególnych komitetów wyborczych (w nawiasach liczba zdobytych głosów) | Posłowie wybrani z list poszczególnych komitetów wyborczych (w nawiasach liczba zdobytych głosów) |
| 1                                                                                                 | | Akcja Wyborcza Solidarność Maciej Jankowski (47 585) Ewa Tomaszewska (28 515) Maria Smereczyńska (24 637) Czesław Bielecki (23 489) Bronisław Komorowski (20 251) Zbigniew Eysmont (8244) |                                                                                                   | Sojusz Lewicy Demokratycznej Piotr Ikonowicz (32 913) Piotr Gadzinowski (15 495) Katarzyna Piekarska (13 439) Bogumił Borowski (7653) Jerzy Wiatr (5677) | | Unia Wolności Jacek Kuroń (61 887) Bronisław Geremek (56 340) Edward Wende (16 552) Andrzej Wielowieyski (10 311) |                                                                                                   | Ruch Odbudowy Polski Jan Olszewski (59 015) Jarosław Kaczyński (8107)                                                              |                                                                                                   |                                                                                                   |
| 2                                                                                                 | Akcja Wyborcza Solidarność Jan Jackowski (37 239) Andrzej Smirnow (19 882) Krzysztof Oksiuta (10 387) Marek Piotrowicz (3620)                                                  | Sojusz Lewicy Demokratycznej Wiesław Kaczmarek (13 275) Lech Szymańczyk (9422) | Unia Wolności Paweł Piskorski (21 819)                                                            | Ruch Odbudowy Polski Antoni Macierewicz (15 221) | | |                                                                                                   | |                                                                                                   |                                                                                                   |
| Województwo bialskopodlaskie                                                                      | | |                                                                                                   | | | |                                                                                                   | |                                                                                                   |                                                                                                   |
| Nr                                                                                                | Posłowie wybrani z list poszczególnych komitetów wyborczych (w nawiasach liczba zdobytych głosów)                                                                              | Posłowie wybrani z list poszczególnych komitetów wyborczych (w nawiasach liczba zdobytych głosów) | Posłowie wybrani z list poszczególnych komitetów wyborczych (w nawiasach liczba zdobytych głosów) | Posłowie wybrani z list poszczególnych komitetów wyborczych (w nawiasach liczba zdobytych głosów) | Posłowie wybrani z list poszczególnych komitetów wyborczych (w nawiasach liczba zdobytych głosów)   | Posłowie wybrani z list poszczególnych komitetów wyborczych (w nawiasach liczba zdobytych głosów) | Posłowie wybrani z list poszczególnych komitetów wyborczych (w nawiasach liczba zdobytych głosów) | Posłowie wybrani z list poszczególnych komitetów wyborczych (w nawiasach liczba zdobytych głosów)                                  | Posłowie wybrani z list poszczególnych komitetów wyborczych (w nawiasach liczba zdobytych głosów) | Posłowie wybrani z list poszczególnych komitetów wyborczych (w nawiasach liczba zdobytych głosów) |
| 3                                                                                                 | | Akcja Wyborcza Solidarność Józef Bergier (11 097) |                                                                                                   | Sojusz Lewicy Demokratycznej Szczepan Skomra (10 402) | | Polskie Stronnictwo Ludowe Franciszek Stefaniuk (9779) |                                                                                                   | |                                                                                                   |                                                                                                   |
| Województwo białostockie                                                                          | | |                                                                                                   | | | |                                                                                                   | |                                                                                                   |                                                                                                   |
| Nr                                                                                                | Posłowie wybrani z list poszczególnych komitetów wyborczych (w nawiasach liczba zdobytych głosów)                                                                              | Posłowie wybrani z list poszczególnych komitetów wyborczych (w nawiasach liczba zdobytych głosów) | Posłowie wybrani z list poszczególnych komitetów wyborczych (w nawiasach liczba zdobytych głosów) | Posłowie wybrani z list poszczególnych komitetów wyborczych (w nawiasach liczba zdobytych głosów) | Posłowie wybrani z list poszczególnych komitetów wyborczych (w nawiasach liczba zdobytych głosów)   | Posłowie wybrani z list poszczególnych komitetów wyborczych (w nawiasach liczba zdobytych głosów) | Posłowie wybrani z list poszczególnych komitetów wyborczych (w nawiasach liczba zdobytych głosów) | Posłowie wybrani z list poszczególnych komitetów wyborczych (w nawiasach liczba zdobytych głosów)                                  | Posłowie wybrani z list poszczególnych komitetów wyborczych (w nawiasach liczba zdobytych głosów) | Posłowie wybrani z list poszczególnych komitetów wyborczych (w nawiasach liczba zdobytych głosów) |
| 4                                                                                                 | | Akcja Wyborcza Solidarność Krzysztof Jurgiel (55 100) Józef Mozolewski (18 837) Piotr Krutul (10 200) Marian Blecharczyk (5942) Waldemar Pawłowski (4072) |                                                                                                   | Sojusz Lewicy Demokratycznej Włodzimierz Cimoszewicz (53 958) Sergiusz Plewa (2135) | | |                                                                                                   | |                                                                                                   |                                                                                                   |
| Województwo bielskie                                                                              | | |                                                                                                   | | | |                                                                                                   | |                                                                                                   |                                                                                                   |
| Nr                                                                                                | Posłowie wybrani z list poszczególnych komitetów wyborczych (w nawiasach liczba zdobytych głosów)                                                                              | Posłowie wybrani z list poszczególnych komitetów wyborczych (w nawiasach liczba zdobytych głosów) | Posłowie wybrani z list poszczególnych komitetów wyborczych (w nawiasach liczba zdobytych głosów) | Posłowie wybrani z list poszczególnych komitetów wyborczych (w nawiasach liczba zdobytych głosów) | Posłowie wybrani z list poszczególnych komitetów wyborczych (w nawiasach liczba zdobytych głosów)   | Posłowie wybrani z list poszczególnych komitetów wyborczych (w nawiasach liczba zdobytych głosów) | Posłowie wybrani z list poszczególnych komitetów wyborczych (w nawiasach liczba zdobytych głosów) | Posłowie wybrani z list poszczególnych komitetów wyborczych (w nawiasach liczba zdobytych głosów)                                  | Posłowie wybrani z list poszczególnych komitetów wyborczych (w nawiasach liczba zdobytych głosów) | Posłowie wybrani z list poszczególnych komitetów wyborczych (w nawiasach liczba zdobytych głosów) |
| 5                                                                                                 | | Akcja Wyborcza Solidarność Zbigniew Wawak (22 203) Stanisław Szwed (20 527) Jerzy Widzyk (17 494) Marian Sołtysiewicz (16 234) Mirosław Styczeń (12 838) |                                                                                                   | Sojusz Lewicy Demokratycznej Antoni Kobielusz (35 271) Władysław Bułka (7765) | | Unia Wolności Grażyna Staniszewska (23 810) Zbigniew Leraczyk (4713) |                                                                                                   | |                                                                                                   |                                                                                                   |
| Województwo bydgoskie                                                                             | | |                                                                                                   | | | |                                                                                                   | |                                                                                                   |                                                                                                   |
| Nr                                                                                                | Posłowie wybrani z list poszczególnych komitetów wyborczych (w nawiasach liczba zdobytych głosów)                                                                              | Posłowie wybrani z list poszczególnych komitetów wyborczych (w nawiasach liczba zdobytych głosów) | Posłowie wybrani z list poszczególnych komitetów wyborczych (w nawiasach liczba zdobytych głosów) | Posłowie wybrani z list poszczególnych komitetów wyborczych (w nawiasach liczba zdobytych głosów) | Posłowie wybrani z list poszczególnych komitetów wyborczych (w nawiasach liczba zdobytych głosów)   | Posłowie wybrani z list poszczególnych komitetów wyborczych (w nawiasach liczba zdobytych głosów) | Posłowie wybrani z list poszczególnych komitetów wyborczych (w nawiasach liczba zdobytych głosów) | Posłowie wybrani z list poszczególnych komitetów wyborczych (w nawiasach liczba zdobytych głosów)                                  | Posłowie wybrani z list poszczególnych komitetów wyborczych (w nawiasach liczba zdobytych głosów) | Posłowie wybrani z list poszczególnych komitetów wyborczych (w nawiasach liczba zdobytych głosów) |
| 6                                                                                                 | | Sojusz Lewicy Demokratycznej Anna Bańkowska (45 547) Grzegorz Gruszka (36 261) Janusz Zemke (26 913) Barbara Hyla-Makowska (5640) Witold Deręgowski (4466) |                                                                                                   | Akcja Wyborcza Solidarność Ryszard Brejza (20 946) Kosma Złotowski (13 629) Grzegorz Schreiber (11 786) Tadeusz Lewandowski (10 462) | | Unia Wolności Jan Rulewski (15 753) |                                                                                                   | Polskie Stronnictwo Ludowe Eugeniusz Kłopotek (7982)                                                                               |                                                                                                   |                                                                                                   |
| Województwo chełmskie                                                                             | | |                                                                                                   | | | |                                                                                                   | |                                                                                                   |                                                                                                   |
| Nr                                                                                                | Posłowie wybrani z list poszczególnych komitetów wyborczych (w nawiasach liczba zdobytych głosów)                                                                              | Posłowie wybrani z list poszczególnych komitetów wyborczych (w nawiasach liczba zdobytych głosów) | Posłowie wybrani z list poszczególnych komitetów wyborczych (w nawiasach liczba zdobytych głosów) | Posłowie wybrani z list poszczególnych komitetów wyborczych (w nawiasach liczba zdobytych głosów) | Posłowie wybrani z list poszczególnych komitetów wyborczych (w nawiasach liczba zdobytych głosów)   | Posłowie wybrani z list poszczególnych komitetów wyborczych (w nawiasach liczba zdobytych głosów) | Posłowie wybrani z list poszczególnych komitetów wyborczych (w nawiasach liczba zdobytych głosów) | Posłowie wybrani z list poszczególnych komitetów wyborczych (w nawiasach liczba zdobytych głosów)                                  | Posłowie wybrani z list poszczególnych komitetów wyborczych (w nawiasach liczba zdobytych głosów) | Posłowie wybrani z list poszczególnych komitetów wyborczych (w nawiasach liczba zdobytych głosów) |
| 7                                                                                                 | | Sojusz Lewicy Demokratycznej Piotr Miszczuk (7132) Zbigniew Janowski (6117) |                                                                                                   | Akcja Wyborcza Solidarność Zdzisław Denysiuk (4988) | | |                                                                                                   | |                                                                                                   |                                                                                                   |
| Województwo ciechanowskie                                                                         | | |                                                                                                   | | | |                                                                                                   | |                                                                                                   |                                                                                                   |
| Nr                                                                                                | Posłowie wybrani z list poszczególnych komitetów wyborczych (w nawiasach liczba zdobytych głosów)                                                                              | Posłowie wybrani z list poszczególnych komitetów wyborczych (w nawiasach liczba zdobytych głosów) | Posłowie wybrani z list poszczególnych komitetów wyborczych (w nawiasach liczba zdobytych głosów) | Posłowie wybrani z list poszczególnych komitetów wyborczych (w nawiasach liczba zdobytych głosów) | Posłowie wybrani z list poszczególnych komitetów wyborczych (w nawiasach liczba zdobytych głosów)   | Posłowie wybrani z list poszczególnych komitetów wyborczych (w nawiasach liczba zdobytych głosów) | Posłowie wybrani z list poszczególnych komitetów wyborczych (w nawiasach liczba zdobytych głosów) | Posłowie wybrani z list poszczególnych komitetów wyborczych (w nawiasach liczba zdobytych głosów)                                  | Posłowie wybrani z list poszczególnych komitetów wyborczych (w nawiasach liczba zdobytych głosów) | Posłowie wybrani z list poszczególnych komitetów wyborczych (w nawiasach liczba zdobytych głosów) |
| 8                                                                                                 | | Sojusz Lewicy Demokratycznej Zbigniew Siemiątkowski (18 785) Anna Zalewska (4087) |                                                                                                   | Akcja Wyborcza Solidarność Mirosław Koźlakiewicz (9676) | | Polskie Stronnictwo Ludowe Stanisław Żelichowski (4519) |                                                                                                   | |                                                                                                   |                                                                                                   |
| Województwo częstochowskie                                                                        | | |                                                                                                   | | | |                                                                                                   | |                                                                                                   |                                                                                                   |
| Nr                                                                                                | Posłowie wybrani z list poszczególnych komitetów wyborczych (w nawiasach liczba zdobytych głosów)                                                                              | Posłowie wybrani z list poszczególnych komitetów wyborczych (w nawiasach liczba zdobytych głosów) | Posłowie wybrani z list poszczególnych komitetów wyborczych (w nawiasach liczba zdobytych głosów) | Posłowie wybrani z list poszczególnych komitetów wyborczych (w nawiasach liczba zdobytych głosów) | Posłowie wybrani z list poszczególnych komitetów wyborczych (w nawiasach liczba zdobytych głosów)   | Posłowie wybrani z list poszczególnych komitetów wyborczych (w nawiasach liczba zdobytych głosów) | Posłowie wybrani z list poszczególnych komitetów wyborczych (w nawiasach liczba zdobytych głosów) | Posłowie wybrani z list poszczególnych komitetów wyborczych (w nawiasach liczba zdobytych głosów)                                  | Posłowie wybrani z list poszczególnych komitetów wyborczych (w nawiasach liczba zdobytych głosów) | Posłowie wybrani z list poszczególnych komitetów wyborczych (w nawiasach liczba zdobytych głosów) |
| 9                                                                                                 | | Sojusz Lewicy Demokratycznej Marek Lewandowski (29 240) Jacek Kasprzyk (12 791) Ewa Janik (8999) Zygmunt Ratman (8227) |                                                                                                   | Akcja Wyborcza Solidarność Tadeusz Wrona (16 531) Edward Maniura (12 640) Marek Wójcik (12 071) | | Unia Wolności Jerzy Zając (8547) |                                                                                                   | |                                                                                                   |                                                                                                   |
| Województwo elbląskie                                                                             | | |                                                                                                   | | | |                                                                                                   | |                                                                                                   |                                                                                                   |
| Nr                                                                                                | Posłowie wybrani z list poszczególnych komitetów wyborczych (w nawiasach liczba zdobytych głosów)                                                                              | Posłowie wybrani z list poszczególnych komitetów wyborczych (w nawiasach liczba zdobytych głosów) | Posłowie wybrani z list poszczególnych komitetów wyborczych (w nawiasach liczba zdobytych głosów) | Posłowie wybrani z list poszczególnych komitetów wyborczych (w nawiasach liczba zdobytych głosów) | Posłowie wybrani z list poszczególnych komitetów wyborczych (w nawiasach liczba zdobytych głosów)   | Posłowie wybrani z list poszczególnych komitetów wyborczych (w nawiasach liczba zdobytych głosów) | Posłowie wybrani z list poszczególnych komitetów wyborczych (w nawiasach liczba zdobytych głosów) | Posłowie wybrani z list poszczególnych komitetów wyborczych (w nawiasach liczba zdobytych głosów)                                  | Posłowie wybrani z list poszczególnych komitetów wyborczych (w nawiasach liczba zdobytych głosów) | Posłowie wybrani z list poszczególnych komitetów wyborczych (w nawiasach liczba zdobytych głosów) |
| 10                                                                                                | | Sojusz Lewicy Demokratycznej Małgorzata Ostrowska (11 931) Witold Gintowt-Dziewałtowski (11 707) |                                                                                                   | Akcja Wyborcza Solidarność Wiesław Walendziak (12 609) Tadeusz Cymański (7428) | | Unia Wolności Jerzy Godzik (5709) |                                                                                                   | |                                                                                                   |                                                                                                   |
| Województwo gdańskie                                                                              | | |                                                                                                   | | | |                                                                                                   | |                                                                                                   |                                                                                                   |
| Nr                                                                                                | Posłowie wybrani z list poszczególnych komitetów wyborczych (w nawiasach liczba zdobytych głosów)                                                                              | Posłowie wybrani z list poszczególnych komitetów wyborczych (w nawiasach liczba zdobytych głosów) | Posłowie wybrani z list poszczególnych komitetów wyborczych (w nawiasach liczba zdobytych głosów) | Posłowie wybrani z list poszczególnych komitetów wyborczych (w nawiasach liczba zdobytych głosów) | Posłowie wybrani z list poszczególnych komitetów wyborczych (w nawiasach liczba zdobytych głosów)   | Posłowie wybrani z list poszczególnych komitetów wyborczych (w nawiasach liczba zdobytych głosów) | Posłowie wybrani z list poszczególnych komitetów wyborczych (w nawiasach liczba zdobytych głosów) | Posłowie wybrani z list poszczególnych komitetów wyborczych (w nawiasach liczba zdobytych głosów)                                  | Posłowie wybrani z list poszczególnych komitetów wyborczych (w nawiasach liczba zdobytych głosów) | Posłowie wybrani z list poszczególnych komitetów wyborczych (w nawiasach liczba zdobytych głosów) |
| 11                                                                                                | | Akcja Wyborcza Solidarność Maciej Płażyński (124 683) Jacek Rybicki (16 369) Jerzy Budnik (14 229) Dorota Arciszewska (10 428) Antoni Szymański (8981) Ewa Sikorska-Trela (7812) Aleksander Hall (7254) Jan Kulas (6623) Jerzy Borowczak (4588) |                                                                                                   | Sojusz Lewicy Demokratycznej Longin Pastusiak (71 222) Jolanta Banach (12 190) Franciszek Potulski (6405) Jerzy Zakrzewski (5580) | | Unia Wolności Olga Krzyżanowska (27 056) Bogdan Borusewicz (14 786) |                                                                                                   | |                                                                                                   |                                                                                                   |
| Województwo gorzowskie                                                                            | | |                                                                                                   | | | |                                                                                                   | |                                                                                                   |                                                                                                   |
| Nr                                                                                                | Posłowie wybrani z list poszczególnych komitetów wyborczych (w nawiasach liczba zdobytych głosów)                                                                              | Posłowie wybrani z list poszczególnych komitetów wyborczych (w nawiasach liczba zdobytych głosów) | Posłowie wybrani z list poszczególnych komitetów wyborczych (w nawiasach liczba zdobytych głosów) | Posłowie wybrani z list poszczególnych komitetów wyborczych (w nawiasach liczba zdobytych głosów) | Posłowie wybrani z list poszczególnych komitetów wyborczych (w nawiasach liczba zdobytych głosów)   | Posłowie wybrani z list poszczególnych komitetów wyborczych (w nawiasach liczba zdobytych głosów) | Posłowie wybrani z list poszczególnych komitetów wyborczych (w nawiasach liczba zdobytych głosów) | Posłowie wybrani z list poszczególnych komitetów wyborczych (w nawiasach liczba zdobytych głosów)                                  | Posłowie wybrani z list poszczególnych komitetów wyborczych (w nawiasach liczba zdobytych głosów) | Posłowie wybrani z list poszczególnych komitetów wyborczych (w nawiasach liczba zdobytych głosów) |
| 12                                                                                                | | Sojusz Lewicy Demokratycznej Jan Kochanowski (13 325) Maria Walczyńska-Rechmal (8651) |                                                                                                   | Akcja Wyborcza Solidarność Kazimierz Marcinkiewicz (9428) Maciej Rudnicki (8285) | | Unia Wolności Jerzy Wierchowicz (9002) |                                                                                                   | |                                                                                                   |                                                                                                   |
| Województwo jeleniogórskie                                                                        | | |                                                                                                   | | | |                                                                                                   | |                                                                                                   |                                                                                                   |
| Nr                                                                                                | Posłowie wybrani z list poszczególnych komitetów wyborczych (w nawiasach liczba zdobytych głosów)                                                                              | Posłowie wybrani z list poszczególnych komitetów wyborczych (w nawiasach liczba zdobytych głosów) | Posłowie wybrani z list poszczególnych komitetów wyborczych (w nawiasach liczba zdobytych głosów) | Posłowie wybrani z list poszczególnych komitetów wyborczych (w nawiasach liczba zdobytych głosów) | Posłowie wybrani z list poszczególnych komitetów wyborczych (w nawiasach liczba zdobytych głosów)   | Posłowie wybrani z list poszczególnych komitetów wyborczych (w nawiasach liczba zdobytych głosów) | Posłowie wybrani z list poszczególnych komitetów wyborczych (w nawiasach liczba zdobytych głosów) | Posłowie wybrani z list poszczególnych komitetów wyborczych (w nawiasach liczba zdobytych głosów)                                  | Posłowie wybrani z list poszczególnych komitetów wyborczych (w nawiasach liczba zdobytych głosów) | Posłowie wybrani z list poszczególnych komitetów wyborczych (w nawiasach liczba zdobytych głosów) |
| 13                                                                                                | | Sojusz Lewicy Demokratycznej Jerzy Szmajdziński (44 397) Jerzy Jankowski (4786) |                                                                                                   | Akcja Wyborcza Solidarność Wiesław Kiełbowicz (10 101) Ryszard Matusiak (9451) | | Unia Wolności Marcin Zawiła (8469) |                                                                                                   | |                                                                                                   |                                                                                                   |
| Województwo kaliskie                                                                              | | |                                                                                                   | | | |                                                                                                   | |                                                                                                   |                                                                                                   |
| Nr                                                                                                | Posłowie wybrani z list poszczególnych komitetów wyborczych (w nawiasach liczba zdobytych głosów)                                                                              | Posłowie wybrani z list poszczególnych komitetów wyborczych (w nawiasach liczba zdobytych głosów) | Posłowie wybrani z list poszczególnych komitetów wyborczych (w nawiasach liczba zdobytych głosów) | Posłowie wybrani z list poszczególnych komitetów wyborczych (w nawiasach liczba zdobytych głosów) | Posłowie wybrani z list poszczególnych komitetów wyborczych (w nawiasach liczba zdobytych głosów)   | Posłowie wybrani z list poszczególnych komitetów wyborczych (w nawiasach liczba zdobytych głosów) | Posłowie wybrani z list poszczególnych komitetów wyborczych (w nawiasach liczba zdobytych głosów) | Posłowie wybrani z list poszczególnych komitetów wyborczych (w nawiasach liczba zdobytych głosów)                                  | Posłowie wybrani z list poszczególnych komitetów wyborczych (w nawiasach liczba zdobytych głosów) | Posłowie wybrani z list poszczególnych komitetów wyborczych (w nawiasach liczba zdobytych głosów) |
| 14                                                                                                | | Sojusz Lewicy Demokratycznej Grzegorz Woźny (25 672) Renata Szynalska (24 416) Seweryn Kaczmarek (4757) |                                                                                                   | Akcja Wyborcza Solidarność Andrzej Wojtyła (14 111) Witold Tomczak (13 057) | | Polskie Stronnictwo Ludowe Józef Gruszka (9063) |                                                                                                   | Unia Wolności Jerzy Koralewski (6364)                                                                                              |                                                                                                   |                                                                                                   |
| Województwo katowickie                                                                            | | |                                                                                                   | | | |                                                                                                   | |                                                                                                   |                                                                                                   |
| Nr                                                                                                | Posłowie wybrani z list poszczególnych komitetów wyborczych (w nawiasach liczba zdobytych głosów)                                                                              | Posłowie wybrani z list poszczególnych komitetów wyborczych (w nawiasach liczba zdobytych głosów) | Posłowie wybrani z list poszczególnych komitetów wyborczych (w nawiasach liczba zdobytych głosów) | Posłowie wybrani z list poszczególnych komitetów wyborczych (w nawiasach liczba zdobytych głosów) | Posłowie wybrani z list poszczególnych komitetów wyborczych (w nawiasach liczba zdobytych głosów)   | Posłowie wybrani z list poszczególnych komitetów wyborczych (w nawiasach liczba zdobytych głosów) | Posłowie wybrani z list poszczególnych komitetów wyborczych (w nawiasach liczba zdobytych głosów) | Posłowie wybrani z list poszczególnych komitetów wyborczych (w nawiasach liczba zdobytych głosów)                                  | Posłowie wybrani z list poszczególnych komitetów wyborczych (w nawiasach liczba zdobytych głosów) | Posłowie wybrani z list poszczególnych komitetów wyborczych (w nawiasach liczba zdobytych głosów) |
| 15                                                                                                | | Sojusz Lewicy Demokratycznej Andrzej Szarawarski (30 615) Agnieszka Pasternak (16 655) Maria Gajecka-Bożek (14 436) Krystyna Cencek (10 259) Kazimierz Milner (9777) Zygmunt Machnik (7590) |                                                                                                   | Akcja Wyborcza Solidarność Czesław Ryszka (13 652) Kazimierz Poznański (10 055) Marek Kolasiński (8363) | | Unia Wolności Barbara Imiołczyk (9303) |                                                                                                   | |                                                                                                   |                                                                                                   |
| 16                                                                                                | | Akcja Wyborcza Solidarność Marian Krzaklewski (73 317) Leszek Piotrowski (7078) Adam Słomka (6749) Jerzy Polaczek (6675) Paweł Nowok (5904) Józef Korpak (4724) Grzegorz Opala (4722) |                                                                                                   | Sojusz Lewicy Demokratycznej Barbara Blida (82 329) Jan Chojnacki (8632) Czesław Śleziak (6544) Cezary Stryjak (5583) Józef Błaszczyk (3860) | Unia Wolności Tadeusz Zieliński (3758) Jan Klimek (2471) Jan Rzymełka (2197) Zygmunt Żymełka (1872) | |                                                                                                   | |                                                                                                   |                                                                                                   |
| 17                                                                                                | Akcja Wyborcza Solidarność Karol Łużniak (19 451) Janusz Steinhoff (18 164) Krzysztof Śmieja (12 976) Czesław Sobierajski (11 603) Wojciech Frank (9506) Bernard Szweda (7547) | Sojusz Lewicy Demokratycznej Zbyszek Zaborowski (27 807) Wacław Martyniuk (18 799) Wiesław Szweda (6788) Andrzej Zając (6413) | Unia Wolności Andrzej Potocki (22 808) Andrzej Folwarczny (7832) Ryszard Ostrowski (6463)         | | Ruch Odbudowy Polski Adam Wędrychowicz (4727)                                                       | |                                                                                                   | |                                                                                                   |                                                                                                   |
| Województwo kieleckie                                                                             | | |                                                                                                   | | | |                                                                                                   | |                                                                                                   |                                                                                                   |
| Nr                                                                                                | Posłowie wybrani z list poszczególnych komitetów wyborczych (w nawiasach liczba zdobytych głosów)                                                                              | Posłowie wybrani z list poszczególnych komitetów wyborczych (w nawiasach liczba zdobytych głosów) | Posłowie wybrani z list poszczególnych komitetów wyborczych (w nawiasach liczba zdobytych głosów) | Posłowie wybrani z list poszczególnych komitetów wyborczych (w nawiasach liczba zdobytych głosów) | Posłowie wybrani z list poszczególnych komitetów wyborczych (w nawiasach liczba zdobytych głosów)   | Posłowie wybrani z list poszczególnych komitetów wyborczych (w nawiasach liczba zdobytych głosów) | Posłowie wybrani z list poszczególnych komitetów wyborczych (w nawiasach liczba zdobytych głosów) | Posłowie wybrani z list poszczególnych komitetów wyborczych (w nawiasach liczba zdobytych głosów)                                  | Posłowie wybrani z list poszczególnych komitetów wyborczych (w nawiasach liczba zdobytych głosów) | Posłowie wybrani z list poszczególnych komitetów wyborczych (w nawiasach liczba zdobytych głosów) |
| 18                                                                                                | | Sojusz Lewicy Demokratycznej Władysław Adamski (12 533) Henryk Długosz (12 464) Andrzej Słomski (9727) Zdzisław Kałamaga (9019) Zofia Grzebisz-Nowicka (8594) |                                                                                                   | Akcja Wyborcza Solidarność Waldemar Bartosz (20 642) Mariusz Olszewski (13 774) Stanisław Głowacki (7310) Grzegorz Walendzik (6440) | | Polskie Stronnictwo Ludowe Mirosław Pawlak (8137) Czesław Siekierski (6785) |                                                                                                   | Unia Wolności Maria Stolzman (4488)                                                                                                |                                                                                                   |                                                                                                   |
| Województwo konińskie                                                                             | | |                                                                                                   | | | |                                                                                                   | |                                                                                                   |                                                                                                   |
| Nr                                                                                                | Posłowie wybrani z list poszczególnych komitetów wyborczych (w nawiasach liczba zdobytych głosów)                                                                              | Posłowie wybrani z list poszczególnych komitetów wyborczych (w nawiasach liczba zdobytych głosów) | Posłowie wybrani z list poszczególnych komitetów wyborczych (w nawiasach liczba zdobytych głosów) | Posłowie wybrani z list poszczególnych komitetów wyborczych (w nawiasach liczba zdobytych głosów) | Posłowie wybrani z list poszczególnych komitetów wyborczych (w nawiasach liczba zdobytych głosów)   | Posłowie wybrani z list poszczególnych komitetów wyborczych (w nawiasach liczba zdobytych głosów) | Posłowie wybrani z list poszczególnych komitetów wyborczych (w nawiasach liczba zdobytych głosów) | Posłowie wybrani z list poszczególnych komitetów wyborczych (w nawiasach liczba zdobytych głosów)                                  | Posłowie wybrani z list poszczególnych komitetów wyborczych (w nawiasach liczba zdobytych głosów) | Posłowie wybrani z list poszczególnych komitetów wyborczych (w nawiasach liczba zdobytych głosów) |
| 19                                                                                                | | Sojusz Lewicy Demokratycznej Józef Nowicki (19 128) Marian Marczewski (10 410) |                                                                                                   | Akcja Wyborcza Solidarność Ireneusz Niewiarowski (11 611) Antoni Tyczka (8533) | | Polskie Stronnictwo Ludowe Czesław Cieślak (4495) |                                                                                                   | |                                                                                                   |                                                                                                   |
| Województwo koszalińskie                                                                          | | |                                                                                                   | | | |                                                                                                   | |                                                                                                   |                                                                                                   |
| Nr                                                                                                | Posłowie wybrani z list poszczególnych komitetów wyborczych (w nawiasach liczba zdobytych głosów)                                                                              | Posłowie wybrani z list poszczególnych komitetów wyborczych (w nawiasach liczba zdobytych głosów) | Posłowie wybrani z list poszczególnych komitetów wyborczych (w nawiasach liczba zdobytych głosów) | Posłowie wybrani z list poszczególnych komitetów wyborczych (w nawiasach liczba zdobytych głosów) | Posłowie wybrani z list poszczególnych komitetów wyborczych (w nawiasach liczba zdobytych głosów)   | Posłowie wybrani z list poszczególnych komitetów wyborczych (w nawiasach liczba zdobytych głosów) | Posłowie wybrani z list poszczególnych komitetów wyborczych (w nawiasach liczba zdobytych głosów) | Posłowie wybrani z list poszczególnych komitetów wyborczych (w nawiasach liczba zdobytych głosów)                                  | Posłowie wybrani z list poszczególnych komitetów wyborczych (w nawiasach liczba zdobytych głosów) | Posłowie wybrani z list poszczególnych komitetów wyborczych (w nawiasach liczba zdobytych głosów) |
| 20                                                                                                | | Sojusz Lewicy Demokratycznej Ryszard Ulicki (22 166) Zofia Wilczyńska (8494) Seweryn Jurgielaniec (8296) |                                                                                                   | Akcja Wyborcza Solidarność Marian Goliński (14 957) | | Unia Wolności Jerzy Madej (8936) |                                                                                                   | |                                                                                                   |                                                                                                   |
| Województwo krakowskie                                                                            | | |                                                                                                   | | | |                                                                                                   | |                                                                                                   |                                                                                                   |
| Nr                                                                                                | Posłowie wybrani z list poszczególnych komitetów wyborczych (w nawiasach liczba zdobytych głosów)                                                                              | Posłowie wybrani z list poszczególnych komitetów wyborczych (w nawiasach liczba zdobytych głosów) | Posłowie wybrani z list poszczególnych komitetów wyborczych (w nawiasach liczba zdobytych głosów) | Posłowie wybrani z list poszczególnych komitetów wyborczych (w nawiasach liczba zdobytych głosów) | Posłowie wybrani z list poszczególnych komitetów wyborczych (w nawiasach liczba zdobytych głosów)   | Posłowie wybrani z list poszczególnych komitetów wyborczych (w nawiasach liczba zdobytych głosów) | Posłowie wybrani z list poszczególnych komitetów wyborczych (w nawiasach liczba zdobytych głosów) | Posłowie wybrani z list poszczególnych komitetów wyborczych (w nawiasach liczba zdobytych głosów)                                  | Posłowie wybrani z list poszczególnych komitetów wyborczych (w nawiasach liczba zdobytych głosów) | Posłowie wybrani z list poszczególnych komitetów wyborczych (w nawiasach liczba zdobytych głosów) |
| 21                                                                                                | | Akcja Wyborcza Solidarność Jan Rokita (60 049) Józef Dąbrowski (29 189) Władysław Kielian (17 783) Kazimierz Barczyk (12 701) Kazimierz Kapera (11 239) Zbigniew Zarębski (9812) Paweł Graś (6780) |                                                                                                   | Unia Wolności Tadeusz Mazowiecki (43 654) Józef Lassota (27 903) Stanisław Kracik (7937) | | Sojusz Lewicy Demokratycznej Bronisław Cieślak (7703) Kazimierz Chrzanowski (5719) Janusz Lemański (4060) |                                                                                                   | |                                                                                                   |                                                                                                   |
| Województwo krośnieńskie                                                                          | | |                                                                                                   | | | |                                                                                                   | |                                                                                                   |                                                                                                   |
| Nr                                                                                                | Posłowie wybrani z list poszczególnych komitetów wyborczych (w nawiasach liczba zdobytych głosów)                                                                              | Posłowie wybrani z list poszczególnych komitetów wyborczych (w nawiasach liczba zdobytych głosów) | Posłowie wybrani z list poszczególnych komitetów wyborczych (w nawiasach liczba zdobytych głosów) | Posłowie wybrani z list poszczególnych komitetów wyborczych (w nawiasach liczba zdobytych głosów) | Posłowie wybrani z list poszczególnych komitetów wyborczych (w nawiasach liczba zdobytych głosów)   | Posłowie wybrani z list poszczególnych komitetów wyborczych (w nawiasach liczba zdobytych głosów) | Posłowie wybrani z list poszczególnych komitetów wyborczych (w nawiasach liczba zdobytych głosów) | Posłowie wybrani z list poszczególnych komitetów wyborczych (w nawiasach liczba zdobytych głosów)                                  | Posłowie wybrani z list poszczególnych komitetów wyborczych (w nawiasach liczba zdobytych głosów) | Posłowie wybrani z list poszczególnych komitetów wyborczych (w nawiasach liczba zdobytych głosów) |
| 22                                                                                                | | Akcja Wyborcza Solidarność Stanisław Zając (50 649) Andrzej Kozioł (10 742) Szymon Niemiec (5825) Ryszard Kędra (4681) |                                                                                                   | Sojusz Lewicy Demokratycznej Witold Firak (8685) | | |                                                                                                   | |                                                                                                   |                                                                                                   |
| Województwo legnickie                                                                             | | |                                                                                                   | | | |                                                                                                   | |                                                                                                   |                                                                                                   |
| Nr                                                                                                | Posłowie wybrani z list poszczególnych komitetów wyborczych (w nawiasach liczba zdobytych głosów)                                                                              | Posłowie wybrani z list poszczególnych komitetów wyborczych (w nawiasach liczba zdobytych głosów) | Posłowie wybrani z list poszczególnych komitetów wyborczych (w nawiasach liczba zdobytych głosów) | Posłowie wybrani z list poszczególnych komitetów wyborczych (w nawiasach liczba zdobytych głosów) | Posłowie wybrani z list poszczególnych komitetów wyborczych (w nawiasach liczba zdobytych głosów)   | Posłowie wybrani z list poszczególnych komitetów wyborczych (w nawiasach liczba zdobytych głosów) | Posłowie wybrani z list poszczególnych komitetów wyborczych (w nawiasach liczba zdobytych głosów) | Posłowie wybrani z list poszczególnych komitetów wyborczych (w nawiasach liczba zdobytych głosów)                                  | Posłowie wybrani z list poszczególnych komitetów wyborczych (w nawiasach liczba zdobytych głosów) | Posłowie wybrani z list poszczególnych komitetów wyborczych (w nawiasach liczba zdobytych głosów) |
| 23                                                                                                | | Sojusz Lewicy Demokratycznej Ryszard Zbrzyzny (22 055) Bronisława Kowalska (18 056) Władysław Rak (5909) |                                                                                                   | Akcja Wyborcza Solidarność Tadeusz Maćkała (21 661) Jacek Swakoń (8573) | | |                                                                                                   | |                                                                                                   |                                                                                                   |
| Województwo leszczyńskie                                                                          | | |                                                                                                   | | | |                                                                                                   | |                                                                                                   |                                                                                                   |
| Nr                                                                                                | Posłowie wybrani z list poszczególnych komitetów wyborczych (w nawiasach liczba zdobytych głosów)                                                                              | Posłowie wybrani z list poszczególnych komitetów wyborczych (w nawiasach liczba zdobytych głosów) | Posłowie wybrani z list poszczególnych komitetów wyborczych (w nawiasach liczba zdobytych głosów) | Posłowie wybrani z list poszczególnych komitetów wyborczych (w nawiasach liczba zdobytych głosów) | Posłowie wybrani z list poszczególnych komitetów wyborczych (w nawiasach liczba zdobytych głosów)   | Posłowie wybrani z list poszczególnych komitetów wyborczych (w nawiasach liczba zdobytych głosów) | Posłowie wybrani z list poszczególnych komitetów wyborczych (w nawiasach liczba zdobytych głosów) | Posłowie wybrani z list poszczególnych komitetów wyborczych (w nawiasach liczba zdobytych głosów)                                  | Posłowie wybrani z list poszczególnych komitetów wyborczych (w nawiasach liczba zdobytych głosów) | Posłowie wybrani z list poszczególnych komitetów wyborczych (w nawiasach liczba zdobytych głosów) |
| 24                                                                                                | | Sojusz Lewicy Demokratycznej Ryszard Hayn (14 258) Wiesław Szczepański (7420) |                                                                                                   | Akcja Wyborcza Solidarność Marian Poślednik (11 334) Elżbieta Barys (6775) | | |                                                                                                   | |                                                                                                   |                                                                                                   |
| Województwo lubelskie                                                                             | | |                                                                                                   | | | |                                                                                                   | |                                                                                                   |                                                                                                   |
| Nr                                                                                                | Posłowie wybrani z list poszczególnych komitetów wyborczych (w nawiasach liczba zdobytych głosów)                                                                              | Posłowie wybrani z list poszczególnych komitetów wyborczych (w nawiasach liczba zdobytych głosów) | Posłowie wybrani z list poszczególnych komitetów wyborczych (w nawiasach liczba zdobytych głosów) | Posłowie wybrani z list poszczególnych komitetów wyborczych (w nawiasach liczba zdobytych głosów) | Posłowie wybrani z list poszczególnych komitetów wyborczych (w nawiasach liczba zdobytych głosów)   | Posłowie wybrani z list poszczególnych komitetów wyborczych (w nawiasach liczba zdobytych głosów) | Posłowie wybrani z list poszczególnych komitetów wyborczych (w nawiasach liczba zdobytych głosów) | Posłowie wybrani z list poszczególnych komitetów wyborczych (w nawiasach liczba zdobytych głosów)                                  | Posłowie wybrani z list poszczególnych komitetów wyborczych (w nawiasach liczba zdobytych głosów) | Posłowie wybrani z list poszczególnych komitetów wyborczych (w nawiasach liczba zdobytych głosów) |
| 25                                                                                                | | Akcja Wyborcza Solidarność Teresa Liszcz (30 268) Dariusz Wójcik (26 753) Jacek Szczot (18 544) Mieczysław Szczygieł (14 608) |                                                                                                   | Sojusz Lewicy Demokratycznej Izabella Sierakowska (52 681) Grzegorz Kurczuk (8221) Marian Juśko (4281) | | Polskie Stronnictwo Ludowe Zdzisław Podkański (11 761) |                                                                                                   | Unia Wolności Paweł Bryłowski (18 425)                                                                                             |                                                                                                   | Ruch Odbudowy Polski Wojciech Włodarczyk (6809)                                                   |
| Województwo łomżyńskie                                                                            | | |                                                                                                   | | | |                                                                                                   | |                                                                                                   |                                                                                                   |
| Nr                                                                                                | Posłowie wybrani z list poszczególnych komitetów wyborczych (w nawiasach liczba zdobytych głosów)                                                                              | Posłowie wybrani z list poszczególnych komitetów wyborczych (w nawiasach liczba zdobytych głosów) | Posłowie wybrani z list poszczególnych komitetów wyborczych (w nawiasach liczba zdobytych głosów) | Posłowie wybrani z list poszczególnych komitetów wyborczych (w nawiasach liczba zdobytych głosów) | Posłowie wybrani z list poszczególnych komitetów wyborczych (w nawiasach liczba zdobytych głosów)   | Posłowie wybrani z list poszczególnych komitetów wyborczych (w nawiasach liczba zdobytych głosów) | Posłowie wybrani z list poszczególnych komitetów wyborczych (w nawiasach liczba zdobytych głosów) | Posłowie wybrani z list poszczególnych komitetów wyborczych (w nawiasach liczba zdobytych głosów)                                  | Posłowie wybrani z list poszczególnych komitetów wyborczych (w nawiasach liczba zdobytych głosów) | Posłowie wybrani z list poszczególnych komitetów wyborczych (w nawiasach liczba zdobytych głosów) |
| 26                                                                                                | | Akcja Wyborcza Solidarność Michał Kamiński (20 806) Marek Kaczyński (10 057) Marian Jaszewski (7682) |                                                                                                   | Sojusz Lewicy Demokratycznej Mieczysław Czerniawski (8195) | | |                                                                                                   | |                                                                                                   |                                                                                                   |
| Województwo łódzkie                                                                               | | |                                                                                                   | | | |                                                                                                   | |                                                                                                   |                                                                                                   |
| Nr                                                                                                | Posłowie wybrani z list poszczególnych komitetów wyborczych (w nawiasach liczba zdobytych głosów)                                                                              | Posłowie wybrani z list poszczególnych komitetów wyborczych (w nawiasach liczba zdobytych głosów) | Posłowie wybrani z list poszczególnych komitetów wyborczych (w nawiasach liczba zdobytych głosów) | Posłowie wybrani z list poszczególnych komitetów wyborczych (w nawiasach liczba zdobytych głosów) | Posłowie wybrani z list poszczególnych komitetów wyborczych (w nawiasach liczba zdobytych głosów)   | Posłowie wybrani z list poszczególnych komitetów wyborczych (w nawiasach liczba zdobytych głosów) | Posłowie wybrani z list poszczególnych komitetów wyborczych (w nawiasach liczba zdobytych głosów) | Posłowie wybrani z list poszczególnych komitetów wyborczych (w nawiasach liczba zdobytych głosów)                                  | Posłowie wybrani z list poszczególnych komitetów wyborczych (w nawiasach liczba zdobytych głosów) | Posłowie wybrani z list poszczególnych komitetów wyborczych (w nawiasach liczba zdobytych głosów) |
| 27                                                                                                | | Sojusz Lewicy Demokratycznej Leszek Miller (124 651) Andrzej Pęczak (8638) Alicja Murynowicz (6500) Zbigniew Kaniewski (3762) Krzysztof Baszczyński (2838) |                                                                                                   | Akcja Wyborcza Solidarność Marek Markiewicz (25 099) Jerzy Kropiwnicki (20 830) Stefan Niesiołowski (17 455) Piotr Żak (15 627) | | Unia Wolności Iwona Śledzińska-Katarasińska (34 888) Mirosław Drzewiecki (7992) |                                                                                                   | |                                                                                                   |                                                                                                   |
| Województwo nowosądeckie                                                                          | | |                                                                                                   | | | |                                                                                                   | |                                                                                                   |                                                                                                   |
| Nr                                                                                                | Posłowie wybrani z list poszczególnych komitetów wyborczych (w nawiasach liczba zdobytych głosów)                                                                              | Posłowie wybrani z list poszczególnych komitetów wyborczych (w nawiasach liczba zdobytych głosów) | Posłowie wybrani z list poszczególnych komitetów wyborczych (w nawiasach liczba zdobytych głosów) | Posłowie wybrani z list poszczególnych komitetów wyborczych (w nawiasach liczba zdobytych głosów) | Posłowie wybrani z list poszczególnych komitetów wyborczych (w nawiasach liczba zdobytych głosów)   | Posłowie wybrani z list poszczególnych komitetów wyborczych (w nawiasach liczba zdobytych głosów) | Posłowie wybrani z list poszczególnych komitetów wyborczych (w nawiasach liczba zdobytych głosów) | Posłowie wybrani z list poszczególnych komitetów wyborczych (w nawiasach liczba zdobytych głosów)                                  | Posłowie wybrani z list poszczególnych komitetów wyborczych (w nawiasach liczba zdobytych głosów) | Posłowie wybrani z list poszczególnych komitetów wyborczych (w nawiasach liczba zdobytych głosów) |
| 28                                                                                                | | Akcja Wyborcza Solidarność Andrzej Szkaradek (40 682) Zygmunt Berdychowski (22 540) Kazimierz Dzielski (15 082) Franciszek Adamczyk (13 941) Zofia Krasicka-Domka (12 096) |                                                                                                   | Sojusz Lewicy Demokratycznej Kazimierz Sas (15 628) | | Unia Wolności Marian Cycoń (9751) |                                                                                                   | |                                                                                                   |                                                                                                   |
| Województwo olsztyńskie                                                                           | | |                                                                                                   | | | |                                                                                                   | |                                                                                                   |                                                                                                   |
| Nr                                                                                                | Posłowie wybrani z list poszczególnych komitetów wyborczych (w nawiasach liczba zdobytych głosów)                                                                              | Posłowie wybrani z list poszczególnych komitetów wyborczych (w nawiasach liczba zdobytych głosów) | Posłowie wybrani z list poszczególnych komitetów wyborczych (w nawiasach liczba zdobytych głosów) | Posłowie wybrani z list poszczególnych komitetów wyborczych (w nawiasach liczba zdobytych głosów) | Posłowie wybrani z list poszczególnych komitetów wyborczych (w nawiasach liczba zdobytych głosów)   | Posłowie wybrani z list poszczególnych komitetów wyborczych (w nawiasach liczba zdobytych głosów) | Posłowie wybrani z list poszczególnych komitetów wyborczych (w nawiasach liczba zdobytych głosów) | Posłowie wybrani z list poszczególnych komitetów wyborczych (w nawiasach liczba zdobytych głosów)                                  | Posłowie wybrani z list poszczególnych komitetów wyborczych (w nawiasach liczba zdobytych głosów) | Posłowie wybrani z list poszczególnych komitetów wyborczych (w nawiasach liczba zdobytych głosów) |
| 29                                                                                                | | Sojusz Lewicy Demokratycznej Tadeusz Iwiński (39 709) Danuta Ciborowska (7441) Joanna Sosnowska (4449) Andrzej Umiński (3571) |                                                                                                   | Akcja Wyborcza Solidarność Halina Nowina Konopka (10 190) Grażyna Langowska (9879) Andrzej Smoliński (9106) | | Unia Wolności Adam Żyliński (8816) |                                                                                                   | |                                                                                                   |                                                                                                   |
| Województwo opolskie                                                                              | | |                                                                                                   | | | |                                                                                                   | |                                                                                                   |                                                                                                   |
| Nr                                                                                                | Posłowie wybrani z list poszczególnych komitetów wyborczych (w nawiasach liczba zdobytych głosów)                                                                              | Posłowie wybrani z list poszczególnych komitetów wyborczych (w nawiasach liczba zdobytych głosów) | Posłowie wybrani z list poszczególnych komitetów wyborczych (w nawiasach liczba zdobytych głosów) | Posłowie wybrani z list poszczególnych komitetów wyborczych (w nawiasach liczba zdobytych głosów) | Posłowie wybrani z list poszczególnych komitetów wyborczych (w nawiasach liczba zdobytych głosów)   | Posłowie wybrani z list poszczególnych komitetów wyborczych (w nawiasach liczba zdobytych głosów) | Posłowie wybrani z list poszczególnych komitetów wyborczych (w nawiasach liczba zdobytych głosów) | Posłowie wybrani z list poszczególnych komitetów wyborczych (w nawiasach liczba zdobytych głosów)                                  | Posłowie wybrani z list poszczególnych komitetów wyborczych (w nawiasach liczba zdobytych głosów) | Posłowie wybrani z list poszczególnych komitetów wyborczych (w nawiasach liczba zdobytych głosów) |
| 30                                                                                                | | Akcja Wyborcza Solidarność Franciszek Szelwicki (18 085) Jan Piątkowski (12 394) Elżbieta Adamska-Wedler (6698) |                                                                                                   | Sojusz Lewicy Demokratycznej Jerzy Szteliga (19 384) Aleksandra Jakubowska (15 861) Józef Pilarczyk (7740) | | Mniejszość Niemiecka Henryk Kroll (28 284) Helmut Paździor (10 958) |                                                                                                   | Unia Wolności Kazimierz Szczygielski (12 328) Tadeusz Jarmuziewicz (6667)                                                          |                                                                                                   |                                                                                                   |
| Województwo ostrołęckie                                                                           | | |                                                                                                   | | | |                                                                                                   | |                                                                                                   |                                                                                                   |
| Nr                                                                                                | Posłowie wybrani z list poszczególnych komitetów wyborczych (w nawiasach liczba zdobytych głosów)                                                                              | Posłowie wybrani z list poszczególnych komitetów wyborczych (w nawiasach liczba zdobytych głosów) | Posłowie wybrani z list poszczególnych komitetów wyborczych (w nawiasach liczba zdobytych głosów) | Posłowie wybrani z list poszczególnych komitetów wyborczych (w nawiasach liczba zdobytych głosów) | Posłowie wybrani z list poszczególnych komitetów wyborczych (w nawiasach liczba zdobytych głosów)   | Posłowie wybrani z list poszczególnych komitetów wyborczych (w nawiasach liczba zdobytych głosów) | Posłowie wybrani z list poszczególnych komitetów wyborczych (w nawiasach liczba zdobytych głosów) | Posłowie wybrani z list poszczególnych komitetów wyborczych (w nawiasach liczba zdobytych głosów)                                  | Posłowie wybrani z list poszczególnych komitetów wyborczych (w nawiasach liczba zdobytych głosów) | Posłowie wybrani z list poszczególnych komitetów wyborczych (w nawiasach liczba zdobytych głosów) |
| 31                                                                                                | | Akcja Wyborcza Solidarność Henryk Dykty (15 814) Zbigniew Chrzanowski (7595) |                                                                                                   | Sojusz Lewicy Demokratycznej Wit Majewski (6612) | | Polskie Stronnictwo Ludowe Jarosław Kalinowski (12 652) |                                                                                                   | |                                                                                                   |                                                                                                   |
| Województwo pilskie                                                                               | | |                                                                                                   | | | |                                                                                                   | |                                                                                                   |                                                                                                   |
| Nr                                                                                                | Posłowie wybrani z list poszczególnych komitetów wyborczych (w nawiasach liczba zdobytych głosów)                                                                              | Posłowie wybrani z list poszczególnych komitetów wyborczych (w nawiasach liczba zdobytych głosów) | Posłowie wybrani z list poszczególnych komitetów wyborczych (w nawiasach liczba zdobytych głosów) | Posłowie wybrani z list poszczególnych komitetów wyborczych (w nawiasach liczba zdobytych głosów) | Posłowie wybrani z list poszczególnych komitetów wyborczych (w nawiasach liczba zdobytych głosów)   | Posłowie wybrani z list poszczególnych komitetów wyborczych (w nawiasach liczba zdobytych głosów) | Posłowie wybrani z list poszczególnych komitetów wyborczych (w nawiasach liczba zdobytych głosów) | Posłowie wybrani z list poszczególnych komitetów wyborczych (w nawiasach liczba zdobytych głosów)                                  | Posłowie wybrani z list poszczególnych komitetów wyborczych (w nawiasach liczba zdobytych głosów) | Posłowie wybrani z list poszczególnych komitetów wyborczych (w nawiasach liczba zdobytych głosów) |
| 32                                                                                                | | Sojusz Lewicy Demokratycznej Marek Borowski (56 166) Romuald Ajchler (3126) Wojciech Nowaczyk (2706) |                                                                                                   | Akcja Wyborcza Solidarność Grzegorz Piechowiak (9359) | | Unia Wolności Adam Szejnfeld (6057) |                                                                                                   | |                                                                                                   |                                                                                                   |
| Województwo piotrkowskie                                                                          | | |                                                                                                   | | | |                                                                                                   | |                                                                                                   |                                                                                                   |
| Nr                                                                                                | Posłowie wybrani z list poszczególnych komitetów wyborczych (w nawiasach liczba zdobytych głosów)                                                                              | Posłowie wybrani z list poszczególnych komitetów wyborczych (w nawiasach liczba zdobytych głosów) | Posłowie wybrani z list poszczególnych komitetów wyborczych (w nawiasach liczba zdobytych głosów) | Posłowie wybrani z list poszczególnych komitetów wyborczych (w nawiasach liczba zdobytych głosów) | Posłowie wybrani z list poszczególnych komitetów wyborczych (w nawiasach liczba zdobytych głosów)   | Posłowie wybrani z list poszczególnych komitetów wyborczych (w nawiasach liczba zdobytych głosów) | Posłowie wybrani z list poszczególnych komitetów wyborczych (w nawiasach liczba zdobytych głosów) | Posłowie wybrani z list poszczególnych komitetów wyborczych (w nawiasach liczba zdobytych głosów)                                  | Posłowie wybrani z list poszczególnych komitetów wyborczych (w nawiasach liczba zdobytych głosów) | Posłowie wybrani z list poszczególnych komitetów wyborczych (w nawiasach liczba zdobytych głosów) |
| 33                                                                                                | | Akcja Wyborcza Solidarność Jacek Tworkowski (7067) Mirosław Kukliński (6927) Janina Kraus (5742) |                                                                                                   | Sojusz Lewicy Demokratycznej Zbigniew Sobotka (17 013) Bogdan Bujak (7652) | | Polskie Stronnictwo Ludowe Roman Jagieliński (6089) |                                                                                                   | Unia Wolności Elżbieta Radziszewska (6114)                                                                                         |                                                                                                   |                                                                                                   |
| Województwo płockie                                                                               | | |                                                                                                   | | | |                                                                                                   | |                                                                                                   |                                                                                                   |
| Nr                                                                                                | Posłowie wybrani z list poszczególnych komitetów wyborczych (w nawiasach liczba zdobytych głosów)                                                                              | Posłowie wybrani z list poszczególnych komitetów wyborczych (w nawiasach liczba zdobytych głosów) | Posłowie wybrani z list poszczególnych komitetów wyborczych (w nawiasach liczba zdobytych głosów) | Posłowie wybrani z list poszczególnych komitetów wyborczych (w nawiasach liczba zdobytych głosów) | Posłowie wybrani z list poszczególnych komitetów wyborczych (w nawiasach liczba zdobytych głosów)   | Posłowie wybrani z list poszczególnych komitetów wyborczych (w nawiasach liczba zdobytych głosów) | Posłowie wybrani z list poszczególnych komitetów wyborczych (w nawiasach liczba zdobytych głosów) | Posłowie wybrani z list poszczególnych komitetów wyborczych (w nawiasach liczba zdobytych głosów)                                  | Posłowie wybrani z list poszczególnych komitetów wyborczych (w nawiasach liczba zdobytych głosów) | Posłowie wybrani z list poszczególnych komitetów wyborczych (w nawiasach liczba zdobytych głosów) |
| 34                                                                                                | | Sojusz Lewicy Demokratycznej Michał Kaczmarek (11 202) Andrzej Piłat (11 030) |                                                                                                   | Akcja Wyborcza Solidarność Maria Kleitz-Żółtowska (11 388) Mariusz Ambroziak (3933) | | Polskie Stronnictwo Ludowe Waldemar Pawlak (24 702) |                                                                                                   | |                                                                                                   |                                                                                                   |
| Województwo poznańskie                                                                            | | |                                                                                                   | | | |                                                                                                   | |                                                                                                   |                                                                                                   |
| Nr                                                                                                | Posłowie wybrani z list poszczególnych komitetów wyborczych (w nawiasach liczba zdobytych głosów)                                                                              | Posłowie wybrani z list poszczególnych komitetów wyborczych (w nawiasach liczba zdobytych głosów) | Posłowie wybrani z list poszczególnych komitetów wyborczych (w nawiasach liczba zdobytych głosów) | Posłowie wybrani z list poszczególnych komitetów wyborczych (w nawiasach liczba zdobytych głosów) | Posłowie wybrani z list poszczególnych komitetów wyborczych (w nawiasach liczba zdobytych głosów)   | Posłowie wybrani z list poszczególnych komitetów wyborczych (w nawiasach liczba zdobytych głosów) | Posłowie wybrani z list poszczególnych komitetów wyborczych (w nawiasach liczba zdobytych głosów) | Posłowie wybrani z list poszczególnych komitetów wyborczych (w nawiasach liczba zdobytych głosów)                                  | Posłowie wybrani z list poszczególnych komitetów wyborczych (w nawiasach liczba zdobytych głosów) | Posłowie wybrani z list poszczególnych komitetów wyborczych (w nawiasach liczba zdobytych głosów) |
| 35                                                                                                | | Sojusz Lewicy Demokratycznej Krystyna Łybacka (84 768) Tadeusz Tomaszewski (20 258) Stanisław Stec (12 101) Sylwia Pusz (9581) Mieczysław Jacków (9460) Bronisław Dankowski (4462) |                                                                                                   | Akcja Wyborcza Solidarność Janusz Pałubicki (39 211) Paweł Łączkowski (19 916) Paweł Arndt (19 010) Marcin Libicki (9118) Urszula Wachowska (5124) | | Unia Wolności Hanna Suchocka (62 806) Marek Zieliński (7892) Karol Działoszyński (4520) |                                                                                                   | |                                                                                                   |                                                                                                   |
| Województwo przemyskie                                                                            | | |                                                                                                   | | | |                                                                                                   | |                                                                                                   |                                                                                                   |
| Nr                                                                                                | Posłowie wybrani z list poszczególnych komitetów wyborczych (w nawiasach liczba zdobytych głosów)                                                                              | Posłowie wybrani z list poszczególnych komitetów wyborczych (w nawiasach liczba zdobytych głosów) | Posłowie wybrani z list poszczególnych komitetów wyborczych (w nawiasach liczba zdobytych głosów) | Posłowie wybrani z list poszczególnych komitetów wyborczych (w nawiasach liczba zdobytych głosów) | Posłowie wybrani z list poszczególnych komitetów wyborczych (w nawiasach liczba zdobytych głosów)   | Posłowie wybrani z list poszczególnych komitetów wyborczych (w nawiasach liczba zdobytych głosów) | Posłowie wybrani z list poszczególnych komitetów wyborczych (w nawiasach liczba zdobytych głosów) | Posłowie wybrani z list poszczególnych komitetów wyborczych (w nawiasach liczba zdobytych głosów)                                  | Posłowie wybrani z list poszczególnych komitetów wyborczych (w nawiasach liczba zdobytych głosów) | Posłowie wybrani z list poszczególnych komitetów wyborczych (w nawiasach liczba zdobytych głosów) |
| 36                                                                                                | | Akcja Wyborcza Solidarność Krzysztof Kłak (38 304) Adam Łoziński (11 832) Andrzej Zapałowski (6076) |                                                                                                   | Sojusz Lewicy Demokratycznej Kazimierz Nycz (6673) | | |                                                                                                   | |                                                                                                   |                                                                                                   |
| Województwo radomskie                                                                             | | |                                                                                                   | | | |                                                                                                   | |                                                                                                   |                                                                                                   |
| Nr                                                                                                | Posłowie wybrani z list poszczególnych komitetów wyborczych (w nawiasach liczba zdobytych głosów)                                                                              | Posłowie wybrani z list poszczególnych komitetów wyborczych (w nawiasach liczba zdobytych głosów) | Posłowie wybrani z list poszczególnych komitetów wyborczych (w nawiasach liczba zdobytych głosów) | Posłowie wybrani z list poszczególnych komitetów wyborczych (w nawiasach liczba zdobytych głosów) | Posłowie wybrani z list poszczególnych komitetów wyborczych (w nawiasach liczba zdobytych głosów)   | Posłowie wybrani z list poszczególnych komitetów wyborczych (w nawiasach liczba zdobytych głosów) | Posłowie wybrani z list poszczególnych komitetów wyborczych (w nawiasach liczba zdobytych głosów) | Posłowie wybrani z list poszczególnych komitetów wyborczych (w nawiasach liczba zdobytych głosów)                                  | Posłowie wybrani z list poszczególnych komitetów wyborczych (w nawiasach liczba zdobytych głosów) | Posłowie wybrani z list poszczególnych komitetów wyborczych (w nawiasach liczba zdobytych głosów) |
| 37                                                                                                | | Akcja Wyborcza Solidarność Jan Rejczak (14 557) Jan Łopuszański (13 352) Romuald Szeremietiew (9986) |                                                                                                   | Sojusz Lewicy Demokratycznej Danuta Grabowska (17 364) Regina Pawłowska (5867) | | Polskie Stronnictwo Ludowe Stanisław Brzózka (3755) |                                                                                                   | Unia Wolności Piotr Nowina-Konopka (7346)                                                                                          |                                                                                                   | Ruch Odbudowy Polski Dariusz Grabowski (6189)                                                     |
| Województwo rzeszowskie                                                                           | | |                                                                                                   | | | |                                                                                                   | |                                                                                                   |                                                                                                   |
| Nr                                                                                                | Posłowie wybrani z list poszczególnych komitetów wyborczych (w nawiasach liczba zdobytych głosów)                                                                              | Posłowie wybrani z list poszczególnych komitetów wyborczych (w nawiasach liczba zdobytych głosów) | Posłowie wybrani z list poszczególnych komitetów wyborczych (w nawiasach liczba zdobytych głosów) | Posłowie wybrani z list poszczególnych komitetów wyborczych (w nawiasach liczba zdobytych głosów) | Posłowie wybrani z list poszczególnych komitetów wyborczych (w nawiasach liczba zdobytych głosów)   | Posłowie wybrani z list poszczególnych komitetów wyborczych (w nawiasach liczba zdobytych głosów) | Posłowie wybrani z list poszczególnych komitetów wyborczych (w nawiasach liczba zdobytych głosów) | Posłowie wybrani z list poszczególnych komitetów wyborczych (w nawiasach liczba zdobytych głosów)                                  | Posłowie wybrani z list poszczególnych komitetów wyborczych (w nawiasach liczba zdobytych głosów) | Posłowie wybrani z list poszczególnych komitetów wyborczych (w nawiasach liczba zdobytych głosów) |
| 38                                                                                                | | Akcja Wyborcza Solidarność Waldemar Sikora (35 161) Zbigniew Rynasiewicz (23 278) Zdzisław Pupa (21 491) Barbara Frączek (16 673) Józef Górny (15 449) Andrzej Osnowski (13 923) |                                                                                                   | Sojusz Lewicy Demokratycznej Wiesław Ciesielski (14 663) | | Polskie Stronnictwo Ludowe Aleksander Bentkowski (6172) |                                                                                                   | |                                                                                                   |                                                                                                   |
| Województwo siedleckie                                                                            | | |                                                                                                   | | | |                                                                                                   | |                                                                                                   |                                                                                                   |
| Nr                                                                                                | Posłowie wybrani z list poszczególnych komitetów wyborczych (w nawiasach liczba zdobytych głosów)                                                                              | Posłowie wybrani z list poszczególnych komitetów wyborczych (w nawiasach liczba zdobytych głosów) | Posłowie wybrani z list poszczególnych komitetów wyborczych (w nawiasach liczba zdobytych głosów) | Posłowie wybrani z list poszczególnych komitetów wyborczych (w nawiasach liczba zdobytych głosów) | Posłowie wybrani z list poszczególnych komitetów wyborczych (w nawiasach liczba zdobytych głosów)   | Posłowie wybrani z list poszczególnych komitetów wyborczych (w nawiasach liczba zdobytych głosów) | Posłowie wybrani z list poszczególnych komitetów wyborczych (w nawiasach liczba zdobytych głosów) | Posłowie wybrani z list poszczególnych komitetów wyborczych (w nawiasach liczba zdobytych głosów)                                  | Posłowie wybrani z list poszczególnych komitetów wyborczych (w nawiasach liczba zdobytych głosów) | Posłowie wybrani z list poszczególnych komitetów wyborczych (w nawiasach liczba zdobytych głosów) |
| 39                                                                                                | | Akcja Wyborcza Solidarność Gabriel Janowski (22 620) Marian Piłka (15 274) Krzysztof Tchórzewski (6342) |                                                                                                   | Sojusz Lewicy Demokratycznej Józef Oleksy (27 259) Wiktor Osik (3674) | | Polskie Stronnictwo Ludowe Marek Sawicki (8741) Leszek Świętochowski (5525) |                                                                                                   | |                                                                                                   |                                                                                                   |
| Województwo sieradzkie                                                                            | | |                                                                                                   | | | |                                                                                                   | |                                                                                                   |                                                                                                   |
| Nr                                                                                                | Posłowie wybrani z list poszczególnych komitetów wyborczych (w nawiasach liczba zdobytych głosów)                                                                              | Posłowie wybrani z list poszczególnych komitetów wyborczych (w nawiasach liczba zdobytych głosów) | Posłowie wybrani z list poszczególnych komitetów wyborczych (w nawiasach liczba zdobytych głosów) | Posłowie wybrani z list poszczególnych komitetów wyborczych (w nawiasach liczba zdobytych głosów) | Posłowie wybrani z list poszczególnych komitetów wyborczych (w nawiasach liczba zdobytych głosów)   | Posłowie wybrani z list poszczególnych komitetów wyborczych (w nawiasach liczba zdobytych głosów) | Posłowie wybrani z list poszczególnych komitetów wyborczych (w nawiasach liczba zdobytych głosów) | Posłowie wybrani z list poszczególnych komitetów wyborczych (w nawiasach liczba zdobytych głosów)                                  | Posłowie wybrani z list poszczególnych komitetów wyborczych (w nawiasach liczba zdobytych głosów) | Posłowie wybrani z list poszczególnych komitetów wyborczych (w nawiasach liczba zdobytych głosów) |
| 40                                                                                                | | Sojusz Lewicy Demokratycznej Irena Nowacka (12 250) Roman Sroczyński (6227) |                                                                                                   | Akcja Wyborcza Solidarność Dariusz Kubiak (9775) | | Polskie Stronnictwo Ludowe Wojciech Zarzycki (7917) |                                                                                                   | |                                                                                                   |                                                                                                   |
| Województwo skierniewickie                                                                        | | |                                                                                                   | | | |                                                                                                   | |                                                                                                   |                                                                                                   |
| Nr                                                                                                | Posłowie wybrani z list poszczególnych komitetów wyborczych (w nawiasach liczba zdobytych głosów)                                                                              | Posłowie wybrani z list poszczególnych komitetów wyborczych (w nawiasach liczba zdobytych głosów) | Posłowie wybrani z list poszczególnych komitetów wyborczych (w nawiasach liczba zdobytych głosów) | Posłowie wybrani z list poszczególnych komitetów wyborczych (w nawiasach liczba zdobytych głosów) | Posłowie wybrani z list poszczególnych komitetów wyborczych (w nawiasach liczba zdobytych głosów)   | Posłowie wybrani z list poszczególnych komitetów wyborczych (w nawiasach liczba zdobytych głosów) | Posłowie wybrani z list poszczególnych komitetów wyborczych (w nawiasach liczba zdobytych głosów) | Posłowie wybrani z list poszczególnych komitetów wyborczych (w nawiasach liczba zdobytych głosów)                                  | Posłowie wybrani z list poszczególnych komitetów wyborczych (w nawiasach liczba zdobytych głosów) | Posłowie wybrani z list poszczególnych komitetów wyborczych (w nawiasach liczba zdobytych głosów) |
| 41                                                                                                | | Akcja Wyborcza Solidarność Konstanty Miodowicz (13 360) Ewa Mańkowska (5337) |                                                                                                   | Sojusz Lewicy Demokratycznej Andrzej Olszewski (12 396) | | Polskie Stronnictwo Ludowe Tadeusz Gajda (5982) |                                                                                                   | |                                                                                                   |                                                                                                   |
| Województwo słupskie                                                                              | | |                                                                                                   | | | |                                                                                                   | |                                                                                                   |                                                                                                   |
| Nr                                                                                                | Posłowie wybrani z list poszczególnych komitetów wyborczych (w nawiasach liczba zdobytych głosów)                                                                              | Posłowie wybrani z list poszczególnych komitetów wyborczych (w nawiasach liczba zdobytych głosów) | Posłowie wybrani z list poszczególnych komitetów wyborczych (w nawiasach liczba zdobytych głosów) | Posłowie wybrani z list poszczególnych komitetów wyborczych (w nawiasach liczba zdobytych głosów) | Posłowie wybrani z list poszczególnych komitetów wyborczych (w nawiasach liczba zdobytych głosów)   | Posłowie wybrani z list poszczególnych komitetów wyborczych (w nawiasach liczba zdobytych głosów) | Posłowie wybrani z list poszczególnych komitetów wyborczych (w nawiasach liczba zdobytych głosów) | Posłowie wybrani z list poszczególnych komitetów wyborczych (w nawiasach liczba zdobytych głosów)                                  | Posłowie wybrani z list poszczególnych komitetów wyborczych (w nawiasach liczba zdobytych głosów) | Posłowie wybrani z list poszczególnych komitetów wyborczych (w nawiasach liczba zdobytych głosów) |
| 42                                                                                                | | Sojusz Lewicy Demokratycznej Jan Sieńko (12 007) Władysław Szkop (11 411) |                                                                                                   | Akcja Wyborcza Solidarność Roman Giedrojć (15 254) Jerzy Barzowski (3645) | | |                                                                                                   | |                                                                                                   |                                                                                                   |
| Województwo suwalskie                                                                             | | |                                                                                                   | | | |                                                                                                   | |                                                                                                   |                                                                                                   |
| Nr                                                                                                | Posłowie wybrani z list poszczególnych komitetów wyborczych (w nawiasach liczba zdobytych głosów)                                                                              | Posłowie wybrani z list poszczególnych komitetów wyborczych (w nawiasach liczba zdobytych głosów) | Posłowie wybrani z list poszczególnych komitetów wyborczych (w nawiasach liczba zdobytych głosów) | Posłowie wybrani z list poszczególnych komitetów wyborczych (w nawiasach liczba zdobytych głosów) | Posłowie wybrani z list poszczególnych komitetów wyborczych (w nawiasach liczba zdobytych głosów)   | Posłowie wybrani z list poszczególnych komitetów wyborczych (w nawiasach liczba zdobytych głosów) | Posłowie wybrani z list poszczególnych komitetów wyborczych (w nawiasach liczba zdobytych głosów) | Posłowie wybrani z list poszczególnych komitetów wyborczych (w nawiasach liczba zdobytych głosów)                                  | Posłowie wybrani z list poszczególnych komitetów wyborczych (w nawiasach liczba zdobytych głosów) | Posłowie wybrani z list poszczególnych komitetów wyborczych (w nawiasach liczba zdobytych głosów) |
| 43                                                                                                | | Akcja Wyborcza Solidarność Zdzisława Kobylińska (12 309) Krzysztof Anuszkiewicz (7089) Henryk Goryszewski (5872) |                                                                                                   | Sojusz Lewicy Demokratycznej Jerzy Dziewulski (13 563) Jerzy Czepułkowski (5067) | | |                                                                                                   | |                                                                                                   |                                                                                                   |
| Województwo szczecińskie                                                                          | | |                                                                                                   | | | |                                                                                                   | |                                                                                                   |                                                                                                   |
| Nr                                                                                                | Posłowie wybrani z list poszczególnych komitetów wyborczych (w nawiasach liczba zdobytych głosów)                                                                              | Posłowie wybrani z list poszczególnych komitetów wyborczych (w nawiasach liczba zdobytych głosów) | Posłowie wybrani z list poszczególnych komitetów wyborczych (w nawiasach liczba zdobytych głosów) | Posłowie wybrani z list poszczególnych komitetów wyborczych (w nawiasach liczba zdobytych głosów) | Posłowie wybrani z list poszczególnych komitetów wyborczych (w nawiasach liczba zdobytych głosów)   | Posłowie wybrani z list poszczególnych komitetów wyborczych (w nawiasach liczba zdobytych głosów) | Posłowie wybrani z list poszczególnych komitetów wyborczych (w nawiasach liczba zdobytych głosów) | Posłowie wybrani z list poszczególnych komitetów wyborczych (w nawiasach liczba zdobytych głosów)                                  | Posłowie wybrani z list poszczególnych komitetów wyborczych (w nawiasach liczba zdobytych głosów) | Posłowie wybrani z list poszczególnych komitetów wyborczych (w nawiasach liczba zdobytych głosów) |
| 44                                                                                                | | Sojusz Lewicy Demokratycznej Jacek Piechota (35 906) Bogusław Liberadzki (24 100) Stanisław Kopeć (15 164) Elżbieta Piela-Mielczarek (8704) |                                                                                                   | Akcja Wyborcza Solidarność Longin Komołowski (33 514) Artur Balazs (15 005) Zbigniew Szymański (10 029) Stanisław Wądołowski (9552) | | Unia Wolności Włodzimierz Puzyna (14 537) Piotr Lewandowski (7718) |                                                                                                   | |                                                                                                   |                                                                                                   |
| Województwo tarnobrzeskie                                                                         | | |                                                                                                   | | | |                                                                                                   | |                                                                                                   |                                                                                                   |
| Nr                                                                                                | Posłowie wybrani z list poszczególnych komitetów wyborczych (w nawiasach liczba zdobytych głosów)                                                                              | Posłowie wybrani z list poszczególnych komitetów wyborczych (w nawiasach liczba zdobytych głosów) | Posłowie wybrani z list poszczególnych komitetów wyborczych (w nawiasach liczba zdobytych głosów) | Posłowie wybrani z list poszczególnych komitetów wyborczych (w nawiasach liczba zdobytych głosów) | Posłowie wybrani z list poszczególnych komitetów wyborczych (w nawiasach liczba zdobytych głosów)   | Posłowie wybrani z list poszczególnych komitetów wyborczych (w nawiasach liczba zdobytych głosów) | Posłowie wybrani z list poszczególnych komitetów wyborczych (w nawiasach liczba zdobytych głosów) | Posłowie wybrani z list poszczególnych komitetów wyborczych (w nawiasach liczba zdobytych głosów)                                  | Posłowie wybrani z list poszczególnych komitetów wyborczych (w nawiasach liczba zdobytych głosów) | Posłowie wybrani z list poszczególnych komitetów wyborczych (w nawiasach liczba zdobytych głosów) |
| 45                                                                                                | | Akcja Wyborcza Solidarność Andrzej Gargaś (25 274) Krzysztof Kamiński (8784) Tadeusz Pawlus (6901) |                                                                                                   | Sojusz Lewicy Demokratycznej Jerzy Jaskiernia (23 761) Władysław Stępień (8661) | | Polskie Stronnictwo Ludowe Stanisław Masternak (6647) |                                                                                                   | |                                                                                                   |                                                                                                   |
| Województwo tarnowskie                                                                            | | |                                                                                                   | | | |                                                                                                   | |                                                                                                   |                                                                                                   |
| Nr                                                                                                | Posłowie wybrani z list poszczególnych komitetów wyborczych (w nawiasach liczba zdobytych głosów)                                                                              | Posłowie wybrani z list poszczególnych komitetów wyborczych (w nawiasach liczba zdobytych głosów) | Posłowie wybrani z list poszczególnych komitetów wyborczych (w nawiasach liczba zdobytych głosów) | Posłowie wybrani z list poszczególnych komitetów wyborczych (w nawiasach liczba zdobytych głosów) | Posłowie wybrani z list poszczególnych komitetów wyborczych (w nawiasach liczba zdobytych głosów)   | Posłowie wybrani z list poszczególnych komitetów wyborczych (w nawiasach liczba zdobytych głosów) | Posłowie wybrani z list poszczególnych komitetów wyborczych (w nawiasach liczba zdobytych głosów) | Posłowie wybrani z list poszczególnych komitetów wyborczych (w nawiasach liczba zdobytych głosów)                                  | Posłowie wybrani z list poszczególnych komitetów wyborczych (w nawiasach liczba zdobytych głosów) | Posłowie wybrani z list poszczególnych komitetów wyborczych (w nawiasach liczba zdobytych głosów) |
| 46                                                                                                | | Akcja Wyborcza Solidarność Mariusz Grabowski (23 403) Andrzej Brzeski (21 423) Janusz Brzeski (15 174) Mirosław Swoszowski (13 098) Grzegorz Cygonik (12 786) |                                                                                                   | Sojusz Lewicy Demokratycznej Krzysztof Janik (14 927) | | Polskie Stronnictwo Ludowe Wiesław Woda (6474) |                                                                                                   | |                                                                                                   |                                                                                                   |
| Województwo toruńskie                                                                             | | |                                                                                                   | | | |                                                                                                   | |                                                                                                   |                                                                                                   |
| Nr                                                                                                | Posłowie wybrani z list poszczególnych komitetów wyborczych (w nawiasach liczba zdobytych głosów)                                                                              | Posłowie wybrani z list poszczególnych komitetów wyborczych (w nawiasach liczba zdobytych głosów) | Posłowie wybrani z list poszczególnych komitetów wyborczych (w nawiasach liczba zdobytych głosów) | Posłowie wybrani z list poszczególnych komitetów wyborczych (w nawiasach liczba zdobytych głosów) | Posłowie wybrani z list poszczególnych komitetów wyborczych (w nawiasach liczba zdobytych głosów)   | Posłowie wybrani z list poszczególnych komitetów wyborczych (w nawiasach liczba zdobytych głosów) | Posłowie wybrani z list poszczególnych komitetów wyborczych (w nawiasach liczba zdobytych głosów) | Posłowie wybrani z list poszczególnych komitetów wyborczych (w nawiasach liczba zdobytych głosów)                                  | Posłowie wybrani z list poszczególnych komitetów wyborczych (w nawiasach liczba zdobytych głosów) | Posłowie wybrani z list poszczególnych komitetów wyborczych (w nawiasach liczba zdobytych głosów) |
| 47                                                                                                | | Sojusz Lewicy Demokratycznej Jerzy Wenderlich (38 356) Zenon Kufel (11 691) Bogdan Lewandowski (4511) |                                                                                                   | Akcja Wyborcza Solidarność Michał Wojtczak (12 236) Anna Sobecka (11 585) Jacek Janiszewski (9699) | | Unia Wolności Jan Wyrowiński (9131) |                                                                                                   | |                                                                                                   |                                                                                                   |
| Województwo wałbrzyskie                                                                           | | |                                                                                                   | | | |                                                                                                   | |                                                                                                   |                                                                                                   |
| Nr                                                                                                | Posłowie wybrani z list poszczególnych komitetów wyborczych (w nawiasach liczba zdobytych głosów)                                                                              | Posłowie wybrani z list poszczególnych komitetów wyborczych (w nawiasach liczba zdobytych głosów) | Posłowie wybrani z list poszczególnych komitetów wyborczych (w nawiasach liczba zdobytych głosów) | Posłowie wybrani z list poszczególnych komitetów wyborczych (w nawiasach liczba zdobytych głosów) | Posłowie wybrani z list poszczególnych komitetów wyborczych (w nawiasach liczba zdobytych głosów)   | Posłowie wybrani z list poszczególnych komitetów wyborczych (w nawiasach liczba zdobytych głosów) | Posłowie wybrani z list poszczególnych komitetów wyborczych (w nawiasach liczba zdobytych głosów) | Posłowie wybrani z list poszczególnych komitetów wyborczych (w nawiasach liczba zdobytych głosów)                                  | Posłowie wybrani z list poszczególnych komitetów wyborczych (w nawiasach liczba zdobytych głosów) | Posłowie wybrani z list poszczególnych komitetów wyborczych (w nawiasach liczba zdobytych głosów) |
| 48                                                                                                | | Sojusz Lewicy Demokratycznej Marek Dyduch (27 097) Mieczysław Jedoń (17 391) Czesław Pogoda (11 863) Krystyna Herman (7560) |                                                                                                   | Akcja Wyborcza Solidarność Zbigniew Senkowski (10 241) Leszek Szewc (8933) Ryszard Wawryniewicz (8589) | | Unia Wolności Jan Lityński (7942) |                                                                                                   | |                                                                                                   |                                                                                                   |
| Województwo włocławskie                                                                           | | |                                                                                                   | | | |                                                                                                   | |                                                                                                   |                                                                                                   |
| Nr                                                                                                | Posłowie wybrani z list poszczególnych komitetów wyborczych (w nawiasach liczba zdobytych głosów)                                                                              | Posłowie wybrani z list poszczególnych komitetów wyborczych (w nawiasach liczba zdobytych głosów) | Posłowie wybrani z list poszczególnych komitetów wyborczych (w nawiasach liczba zdobytych głosów) | Posłowie wybrani z list poszczególnych komitetów wyborczych (w nawiasach liczba zdobytych głosów) | Posłowie wybrani z list poszczególnych komitetów wyborczych (w nawiasach liczba zdobytych głosów)   | Posłowie wybrani z list poszczególnych komitetów wyborczych (w nawiasach liczba zdobytych głosów) | Posłowie wybrani z list poszczególnych komitetów wyborczych (w nawiasach liczba zdobytych głosów) | Posłowie wybrani z list poszczególnych komitetów wyborczych (w nawiasach liczba zdobytych głosów)                                  | Posłowie wybrani z list poszczególnych komitetów wyborczych (w nawiasach liczba zdobytych głosów) | Posłowie wybrani z list poszczególnych komitetów wyborczych (w nawiasach liczba zdobytych głosów) |
| 49                                                                                                | | Sojusz Lewicy Demokratycznej Marek Olewiński (12 975) Stanisław Pawlak (7107) Elżbieta Szparaga (4899) |                                                                                                   | Akcja Wyborcza Solidarność Władysław Skrzypek (8001) | | |                                                                                                   | |                                                                                                   |                                                                                                   |
| Województwo wrocławskie                                                                           | | |                                                                                                   | | | |                                                                                                   | |                                                                                                   |                                                                                                   |
| Nr                                                                                                | Posłowie wybrani z list poszczególnych komitetów wyborczych (w nawiasach liczba zdobytych głosów)                                                                              | Posłowie wybrani z list poszczególnych komitetów wyborczych (w nawiasach liczba zdobytych głosów) | Posłowie wybrani z list poszczególnych komitetów wyborczych (w nawiasach liczba zdobytych głosów) | Posłowie wybrani z list poszczególnych komitetów wyborczych (w nawiasach liczba zdobytych głosów) | Posłowie wybrani z list poszczególnych komitetów wyborczych (w nawiasach liczba zdobytych głosów)   | Posłowie wybrani z list poszczególnych komitetów wyborczych (w nawiasach liczba zdobytych głosów) | Posłowie wybrani z list poszczególnych komitetów wyborczych (w nawiasach liczba zdobytych głosów) | Posłowie wybrani z list poszczególnych komitetów wyborczych (w nawiasach liczba zdobytych głosów)                                  | Posłowie wybrani z list poszczególnych komitetów wyborczych (w nawiasach liczba zdobytych głosów) | Posłowie wybrani z list poszczególnych komitetów wyborczych (w nawiasach liczba zdobytych głosów) |
| 50                                                                                                | | Akcja Wyborcza Solidarność Ryszard Czarnecki (37 001) Tomasz Wójcik (30 679) Jan Chmielewski (16 544) Kazimierz Ujazdowski (12 172) Waldemar Wiązowski (5721) |                                                                                                   | Sojusz Lewicy Demokratycznej Józef Kaleta (59 994) Marek Mazurkiewicz (13 596) Teresa Jasztal (5610) Jan Szymański (5450) | | Unia Wolności Władysław Frasyniuk (37 750) Grzegorz Schetyna (13 013) Radosław Gawlik (7214) |                                                                                                   | |                                                                                                   |                                                                                                   |
| Województwo zamojskie                                                                             | | |                                                                                                   | | | |                                                                                                   | |                                                                                                   |                                                                                                   |
| Nr                                                                                                | Posłowie wybrani z list poszczególnych komitetów wyborczych (w nawiasach liczba zdobytych głosów)                                                                              | Posłowie wybrani z list poszczególnych komitetów wyborczych (w nawiasach liczba zdobytych głosów) | Posłowie wybrani z list poszczególnych komitetów wyborczych (w nawiasach liczba zdobytych głosów) | Posłowie wybrani z list poszczególnych komitetów wyborczych (w nawiasach liczba zdobytych głosów) | Posłowie wybrani z list poszczególnych komitetów wyborczych (w nawiasach liczba zdobytych głosów)   | Posłowie wybrani z list poszczególnych komitetów wyborczych (w nawiasach liczba zdobytych głosów) | Posłowie wybrani z list poszczególnych komitetów wyborczych (w nawiasach liczba zdobytych głosów) | Posłowie wybrani z list poszczególnych komitetów wyborczych (w nawiasach liczba zdobytych głosów)                                  | Posłowie wybrani z list poszczególnych komitetów wyborczych (w nawiasach liczba zdobytych głosów) | Posłowie wybrani z list poszczególnych komitetów wyborczych (w nawiasach liczba zdobytych głosów) |
| 51                                                                                                | | Akcja Wyborcza Solidarność Adam Biela (23 819) Stanisław Misztal (6002) |                                                                                                   | Polskie Stronnictwo Ludowe Lesław Podkański (9592) Ryszard Stanibuła (4179) | | Sojusz Lewicy Demokratycznej Jan Byra (14 097) |                                                                                                   | |                                                                                                   |                                                                                                   |
| Województwo zielonogórskie                                                                        | | |                                                                                                   | | | |                                                                                                   | |                                                                                                   |                                                                                                   |
| Nr                                                                                                | Posłowie wybrani z list poszczególnych komitetów wyborczych (w nawiasach liczba zdobytych głosów)                                                                              | Posłowie wybrani z list poszczególnych komitetów wyborczych (w nawiasach liczba zdobytych głosów) | Posłowie wybrani z list poszczególnych komitetów wyborczych (w nawiasach liczba zdobytych głosów) | Posłowie wybrani z list poszczególnych komitetów wyborczych (w nawiasach liczba zdobytych głosów) | Posłowie wybrani z list poszczególnych komitetów wyborczych (w nawiasach liczba zdobytych głosów)   | Posłowie wybrani z list poszczególnych komitetów wyborczych (w nawiasach liczba zdobytych głosów) | Posłowie wybrani z list poszczególnych komitetów wyborczych (w nawiasach liczba zdobytych głosów) | Posłowie wybrani z list poszczególnych komitetów wyborczych (w nawiasach liczba zdobytych głosów)                                  | Posłowie wybrani z list poszczególnych komitetów wyborczych (w nawiasach liczba zdobytych głosów) | Posłowie wybrani z list poszczególnych komitetów wyborczych (w nawiasach liczba zdobytych głosów) |
| 52                                                                                                | | Sojusz Lewicy Demokratycznej Tadeusz Biliński (18 055) Alfred Owoc (17 214) Andrzej Brachmański (15 234) |                                                                                                   | Akcja Wyborcza Solidarność Maciej Jankowski (16 622) Andrzej Chrzanowski (10 316) Edward Daszkiewicz (5989) | | Unia Wolności Czesław Fiedorowicz (10 100) |                                                                                                   | |                                                                                                   |                                                                                                   |